# 新幹線E2系電力動車組
新幹線E2系電力動車組是東日本旅客鐵道（JR東日本）使用的新幹線車輛，從1997年3月22日開始在東北新幹線營運，該線的E2系所用的列車名稱為「山彥號」（やまびこ），在東京至盛岡之間會與「小町號」（こまち）列車連掛運行。同年10月1日隨著長野新幹線正式通車，該線使用的E2系電聯車以「淺間號」的名字行駛於該線。

## 概要
本車乃1997年通車的長野新幹線「淺間號」用車，與跟秋田新幹線「小町號」連掛的東北新幹線「山彥號」用車，於同一時期開發。
自1995年製造時，JR東日本將它定位為標準型新幹線車輛，打算增備該款車並替換200系新幹線。截至2014年3月，列车运用于长野新干线淺間號大部分班次，东北新干线的山彥號，以及那須野號大部分班次（10节编组和16-17节编组的1-10号车），以及主要运用于东北新干线「疾風號」以及上越新干线「朱鷺號」和「谷川號」。
E2系最大的特徵就是在列車頭尾及頭等車廂上裝置全自動式懸吊系統（Full Active Suspension）。這是全球首次把此技術應用在高速列車上，減低行車時所產生的搖晃，令乘客倍感舒適。

## 构造
列车两端头车为拖车，中间车全部为动车。有长野新干线“浅间号”8节编组的N编组，和东北新干线、上越新干线上被运用10节编组的J编组2种。

### 车辆外观
高速行驶的时候的噪音与环境对策，为了降低列车进入隧道时所產生的微气压波，將车辆前头的形状进行了改造。车体采用铝合金结构。0番台以单皮层构造为主，侧面構体采用雙皮層構造，而1000番台则完全采用雙皮層構造。
另外，从受电弓发出的噪音降低而改良降噪盖和受电弓本身，采用嵌入式門的设计（仅限0番台）等措施将车体表面极力平滑化从而降低空气动力声。
车身侧面设置了LED式的信息方向幕，2010年增造编组（J70编组以后的车辆）采用全彩LED式，车内指南显示器也同样改为全彩LED式2段显示器。

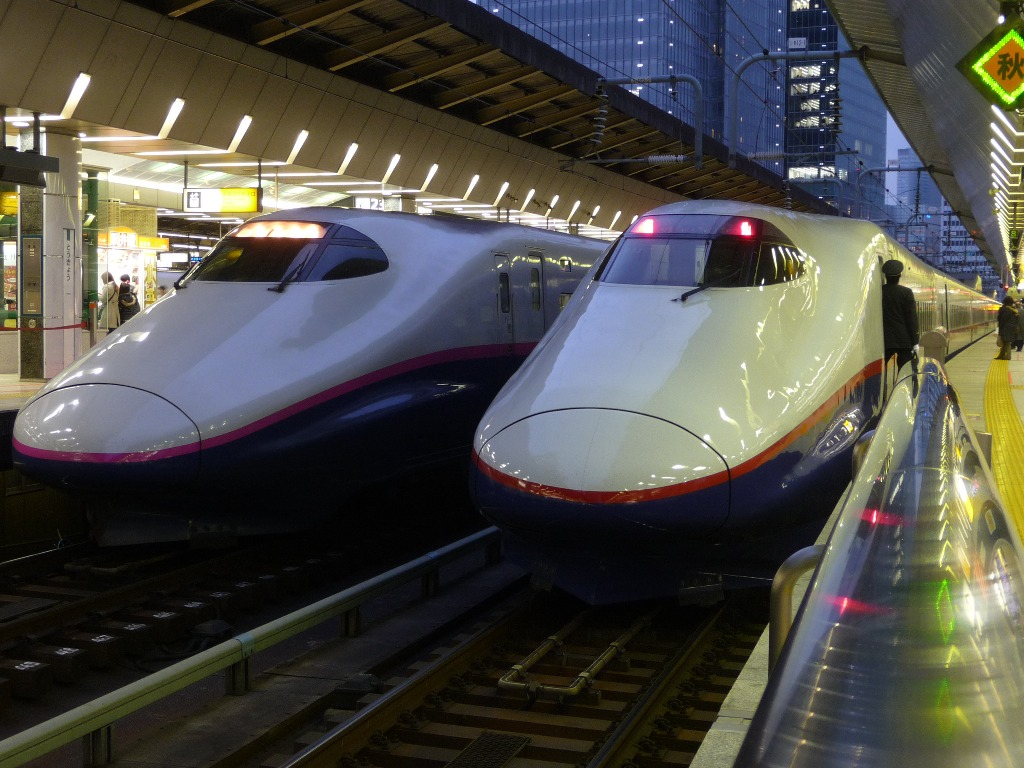
E2系頭車
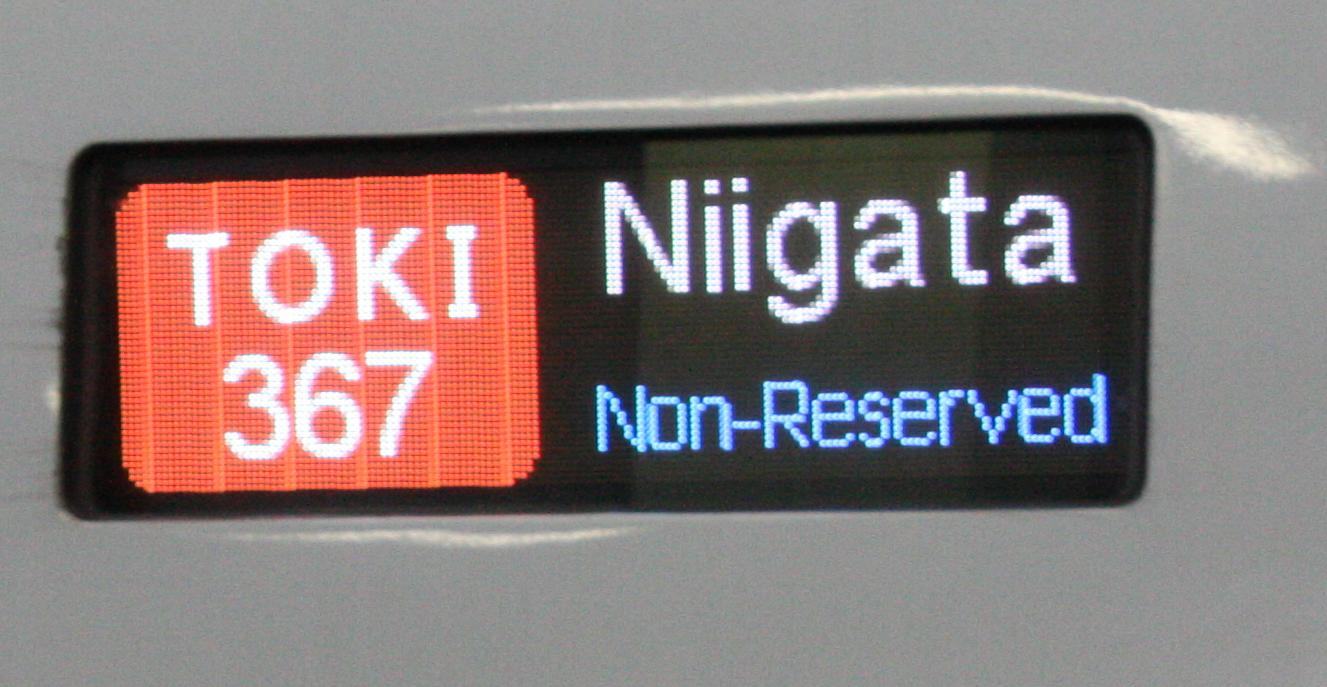
訊息方向幕 （2010年之后制造的车辆）

#### 涂装

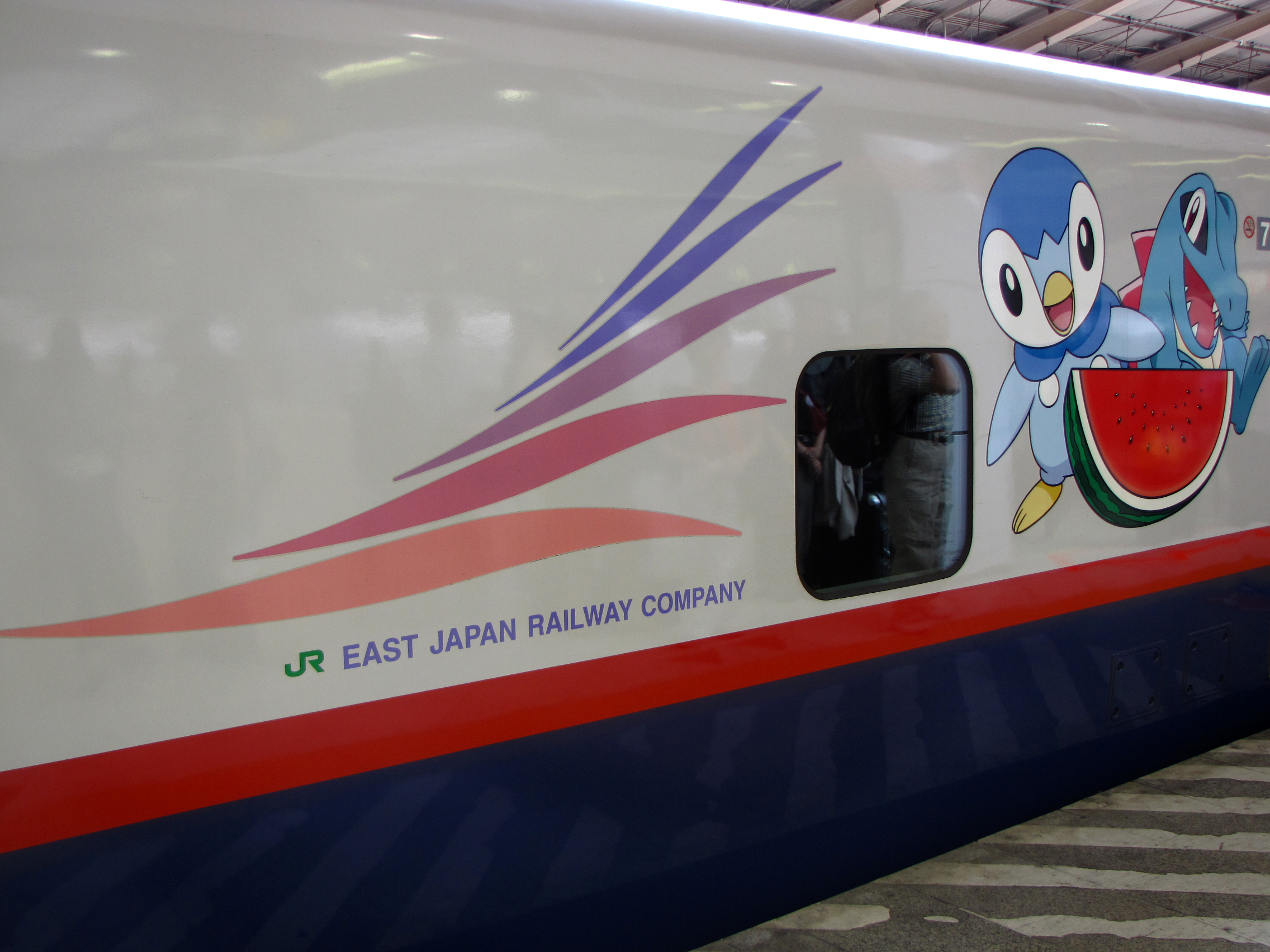
N编组的列车标志

车身下半部分为紫苑蓝色，上半部分为飞云白色，分界线以深红（N编组）/杜鹃粉色（J编组）搭配。两编组的车身侧面配有列车标志，N编组以微风为主题，J编组以苹果为主题。
另外，在J编组10节编组化之前，采用了与N编组一样的配色（深红色的分界线和微风为主题的列车标徽）。
JR东日本于2022年6月8日公开了一部特别的列车，虽然是新的「E2系」，但涂上初代200系的绿白色，以记念东北新干线开业40周年。该列车于在宫城县的车辆中心向传媒公开，作为回送列车在县内行走，并会在6月9日开始在东北新干线及上越新干线行走。

### 电源及走行机器
从架线引来的25kV单相交流电在由主变压器降压的基础上，还需经过主变频器装置将单相交流电整流为直流电，而后转化为三相交流电驱动主电动机。该交流电源由主电动机驱动。
主电动机为1小时额定输出300kW的MT205型诱导电动机搭载于一编组4辆动车中，采用VVVF控制方式驱动。另外，动车的常用制动和拖车的再生制动在车辆制动时会共同工作，拖车采用了在100系、300系和700系上使用的涡流式刹车盘。
列车以M1+M2单元组合，M1车（E215型、E225型）主要搭载主变频装置、辅助电源装置和空气压缩机，M2车（E226型）主要搭载主变压器、主变频装置和集电装置。为减低噪音和防止积雪障害，车底进行平滑化处理，车辆下部的机器设置了可供机器收纳的简易溜板。

#### 0番台
主变压器采用强制风冷式，容量为2,875kVA(TM206A)。
控制元件方面，分别装载由日立制作所、东芝/德国西门子公司合制(SIBAS32)的GTO晶閘管元件，或者使用三菱电机制的绝缘IGBT元件。另外，2002年增造的基本0番台J编组的第7、8号车厢其配备了编组结合控制装置。
因行駛於50Hz與60Hz兩種不同電源頻率並存的長野新幹線，为应对頻率变更，难以直接采取从电源变压器。因此，主电动机利用电源，交流主要变压器，经过整流变压器根据直流转换，并且经过VVVF逆变器而再次交流转换。另外搭载冷却型自動通风、电动空气压缩机、空调装置、电源连续换气设备、辅助电源装置（三相交流60Hz 440V）。编组正常情况下由3台协调运行，如果有1台故障另外2台仍可以正常工作。因而能對應两種電源頻率。
配备匀速行驶机能及陡坡度区间对应的抑速刹车，不用考虑东北新干线运行的N编组因在长野新干线的曲线以及坡度关系最高速度为260km/h（上越新干线高崎车站以北到新潟以240km/h的速度行驶）。
长野新干线特有的下行30‰坡度，抑制速再生制动用可以以最高速度210km/h行驶。另外，在30‰的坡度高速行驶时，抑制速再生制动使用中1编组中6辆动车中有3辆在制动时失效状态的时候启动紧急制动，此后以110km/h的行驶。在紧急制动下，所有动车在210km/h行驶时制动失效时就可以启用。

#### 1000番台
主变压器采用强制风冷式，容量为2,900kVA(TM210)。
控制元件方面，装载由东芝、日立以及三菱分别制造的IGBT元件。在三菱的IGBT车，前期制列车与后期制列车不同（而後期型使用CI-11型VVVF），所以前后期制造列车的磁励音亦会有所不同。
由于主要行驶于东北新干线的「疾风号」，僅有50Hz單一頻率，所以本番台不装设頻率转换装置。编组中有4辆搭载了辅助电源装置（单相交流50Hz 440V），主要从变压器直接供电，进一步将机器精简达到轻量化。另外，基本上各单位的机器会独立工作，但如果发生故障等异常时，可以从旁边的单元供电。但是，在这种情况下由于负荷减少部分空调装置等设备会停止运作。

### 转向架
无摇枕转向架在轴箱的支撑方式结合支撑板达到高速的直行稳定性，采用了偏航缓冲器。车轮直径较200系、E1系小，但与300系、400系一样为860mm。
0番台的量产试制车采用DT206型（动车）、TR7004型（拖车）；0番台的量产车部分批次改用DT206A型（动车）、TR7004A型（拖车）。0番台的量产车（3次车）及1000番台在此基础上强化转向架框架，以及变更部分零部件，因此采用DT206C型（动车）、TR7004B型（拖车）。

### 集电装置

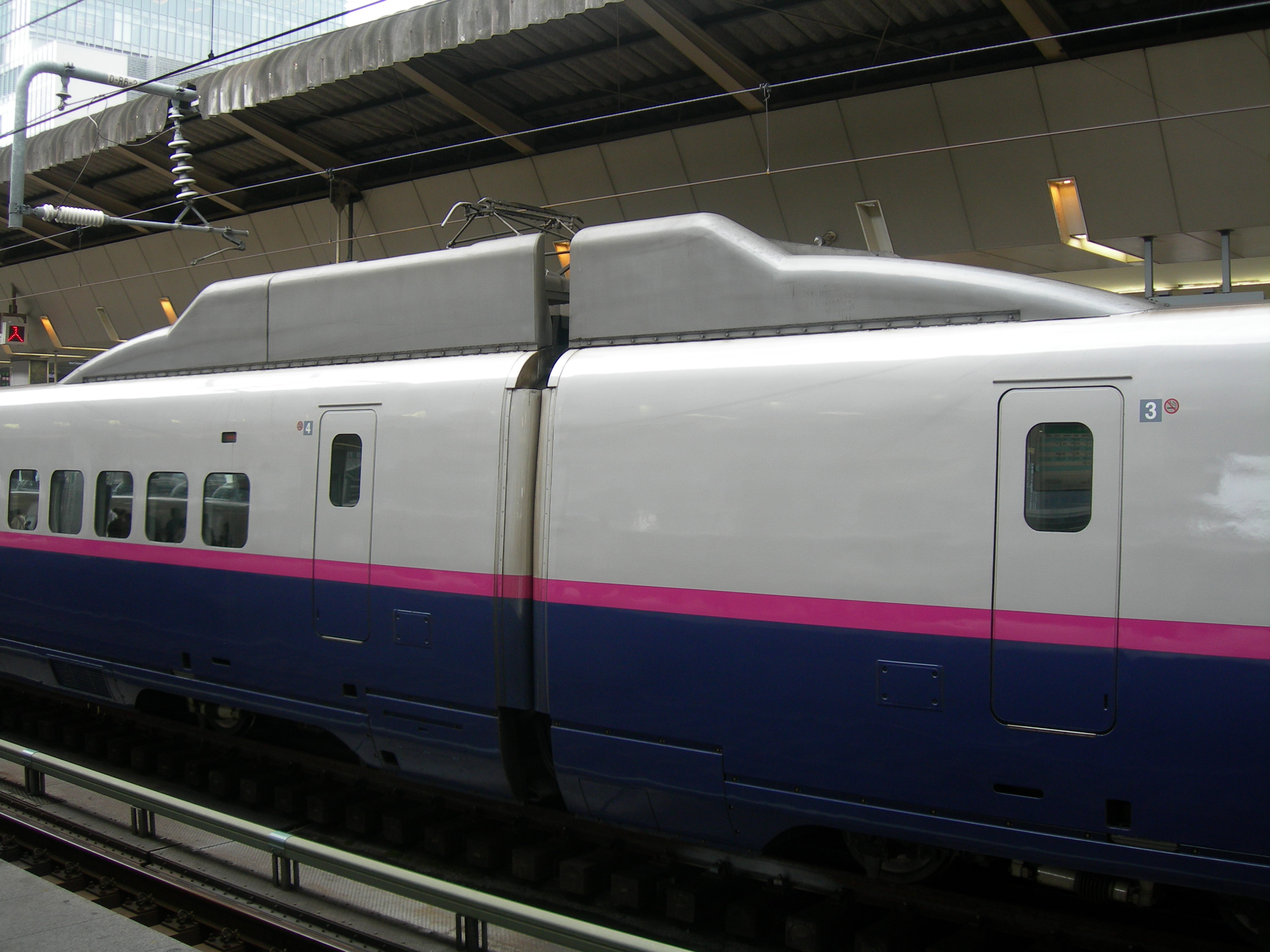
基本番台的菱形集电弓(PS205)带大型降噪盖

4号和6号车上所搭载集电弓，0番台车辆和1000番台车辆的形状有所不同。
0番台车辆采用200系一样的菱形受电弓（PS205），集电弓周围亦装设大型降噪盖。
1000番台车辆，采用与E3系的加设小型降噪盖的单臂式受电弓（PS206）为基础，支持绝缘子的并采用羽翼截面形状，不装设降噪盖的PS207。该集电弓是JR东日本和东洋电机共同开发和制造，九州新干线的800系也采用该型号的改进型PS207K。
得益于上述的改良，因此在行驶时的耗电量较200系减少约70%。

### 最高速度
东北新干线盛冈站-八户站-新青森站间现行的最高速度260km/h无法提高，背景噪音效果对策與高速化费用，JR东日本對铁路保有者的铁路建设、运输施设整备支援机构“使用支付贷款”的金额、以及全國新幹線鐵道整備法的規範，令此路段的車速受到一定限制。
在东北新干线大部分路段以275km/h行驶，长野新干线以260km/h行駛。
因长野新干线轻井泽站-佐久平车站之间有50/60Hz的電壓頻率切换，以及特有的30‰坡度，因此营业列车使用N编组。另外，皇室列车场合除1000系列的J编组外亦会使用。

### 內裝、設備
绿色车厢的座位间距为1,160mm，座位设于左右各两排中间夹着通道。车辆前往长野、新青森、新潟端一处设有通道隔门。
普通車厢的座位间距为980mm，座位设于左右3+2排中间夹着通道。车辆两端均设有通道隔门。
E215型（N編組7號車、J編組9號車）配備了輪椅對應設施（車門擴寬、配備輪椅座位、多用途衛生間等）。此外，這節車廂還備有多功能室。而與這節車廂緊鄰的E224型（N編組8號車、J編組10號車）只有配備輪椅座位，須至鄰車使用多用途衛生間。
厕所车厢隔2辆有1处（奇数号车厢靠近长野、新青森、新潟方向）设置，分别设置带马桶厕所2处、小便所1处、洗面间2处。但是，绿色车厢的E215型在多功能室旁设有为了洗面间1处。

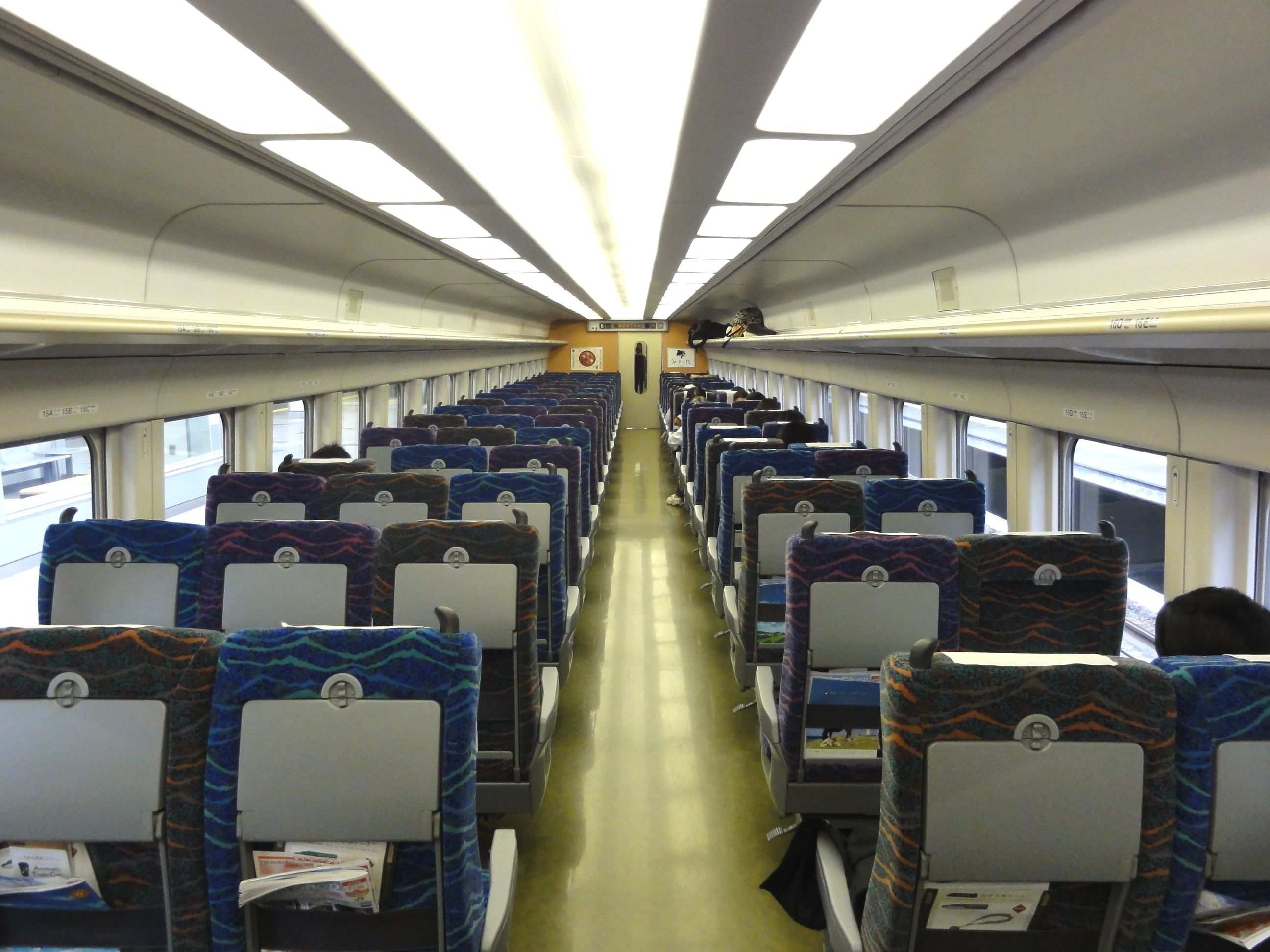
普通車廂（基本番台）
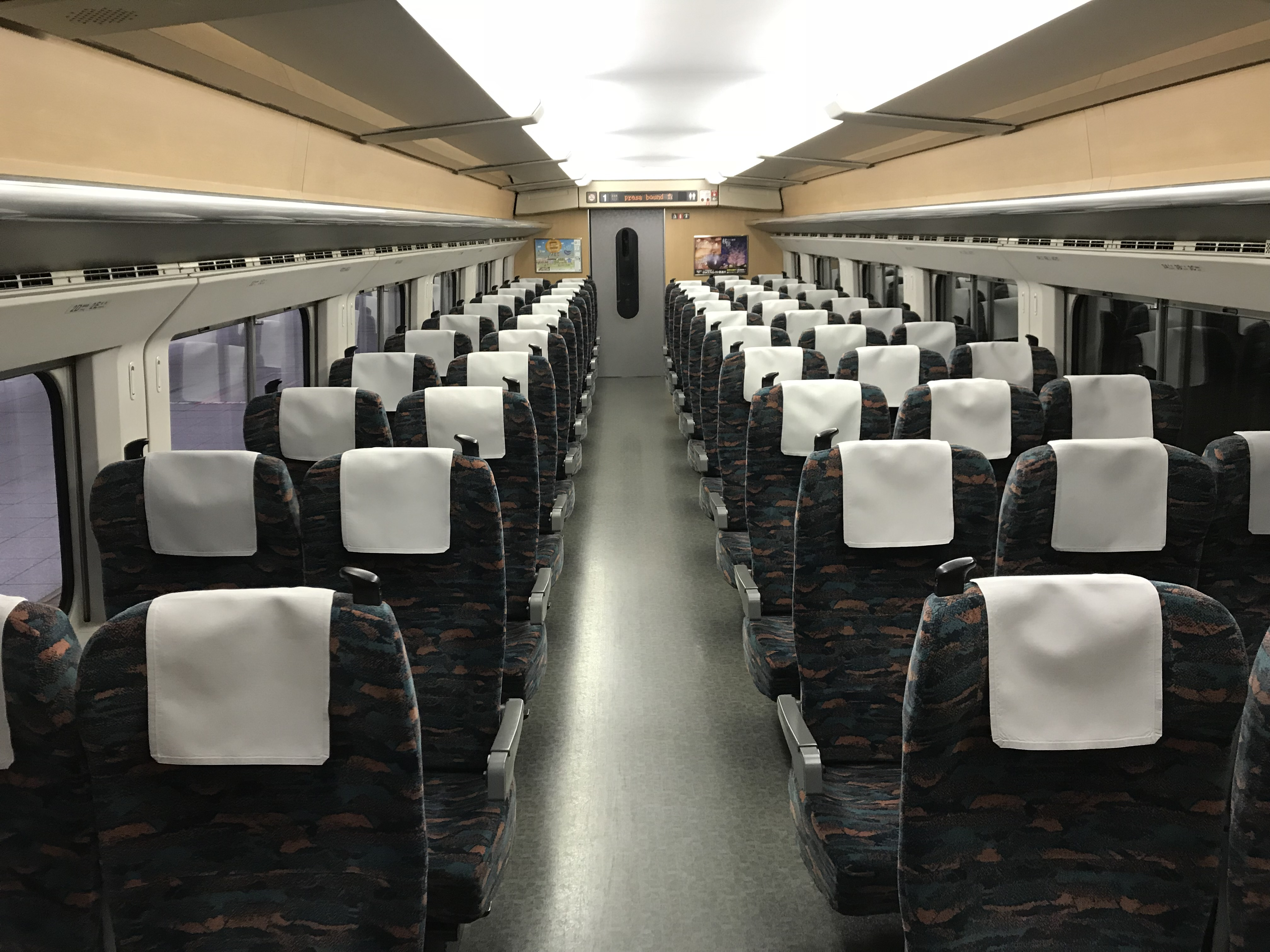
普通車廂（1000番台）
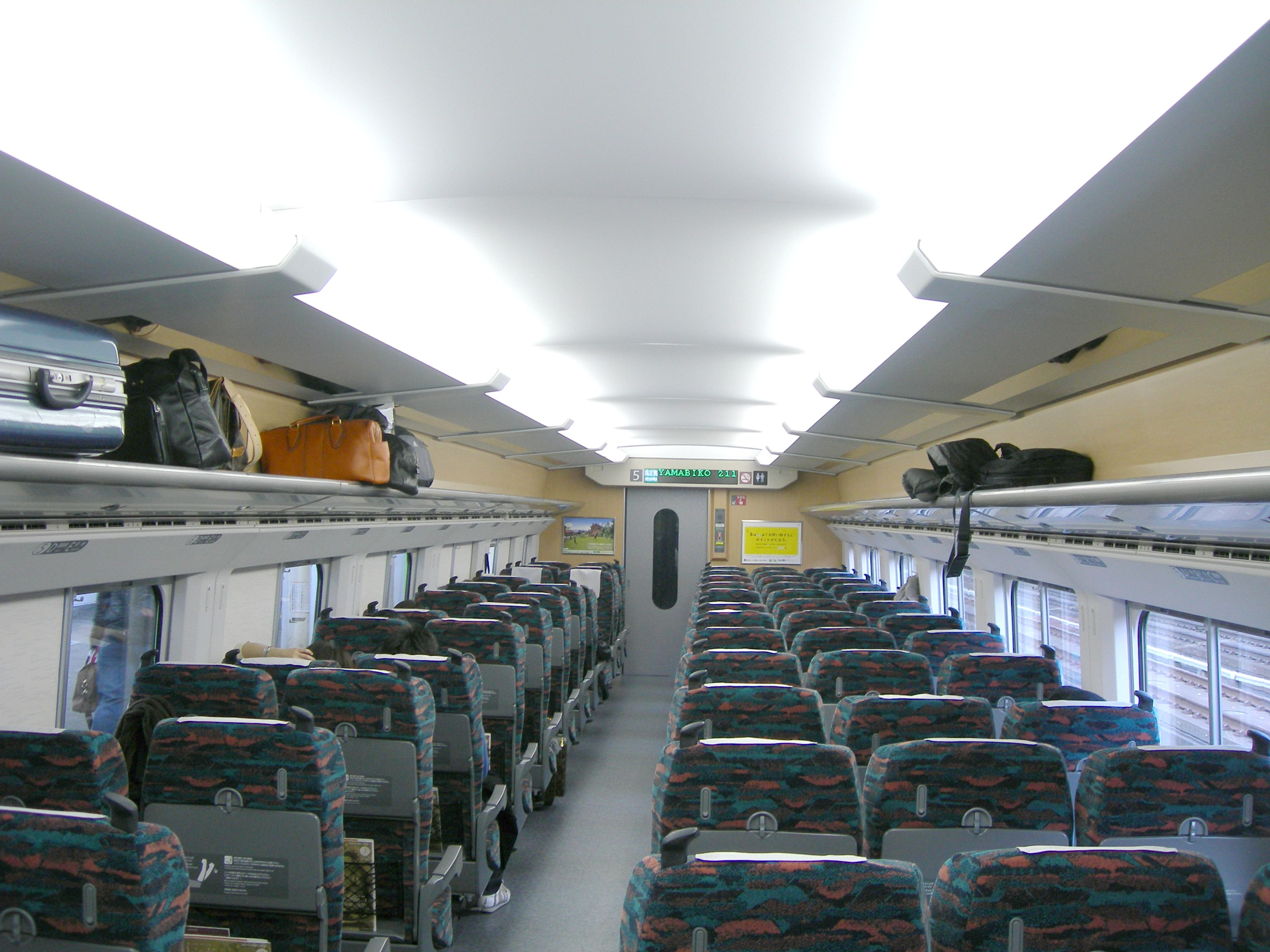
普通車廂（1000番台，2010年以后制造车辆）
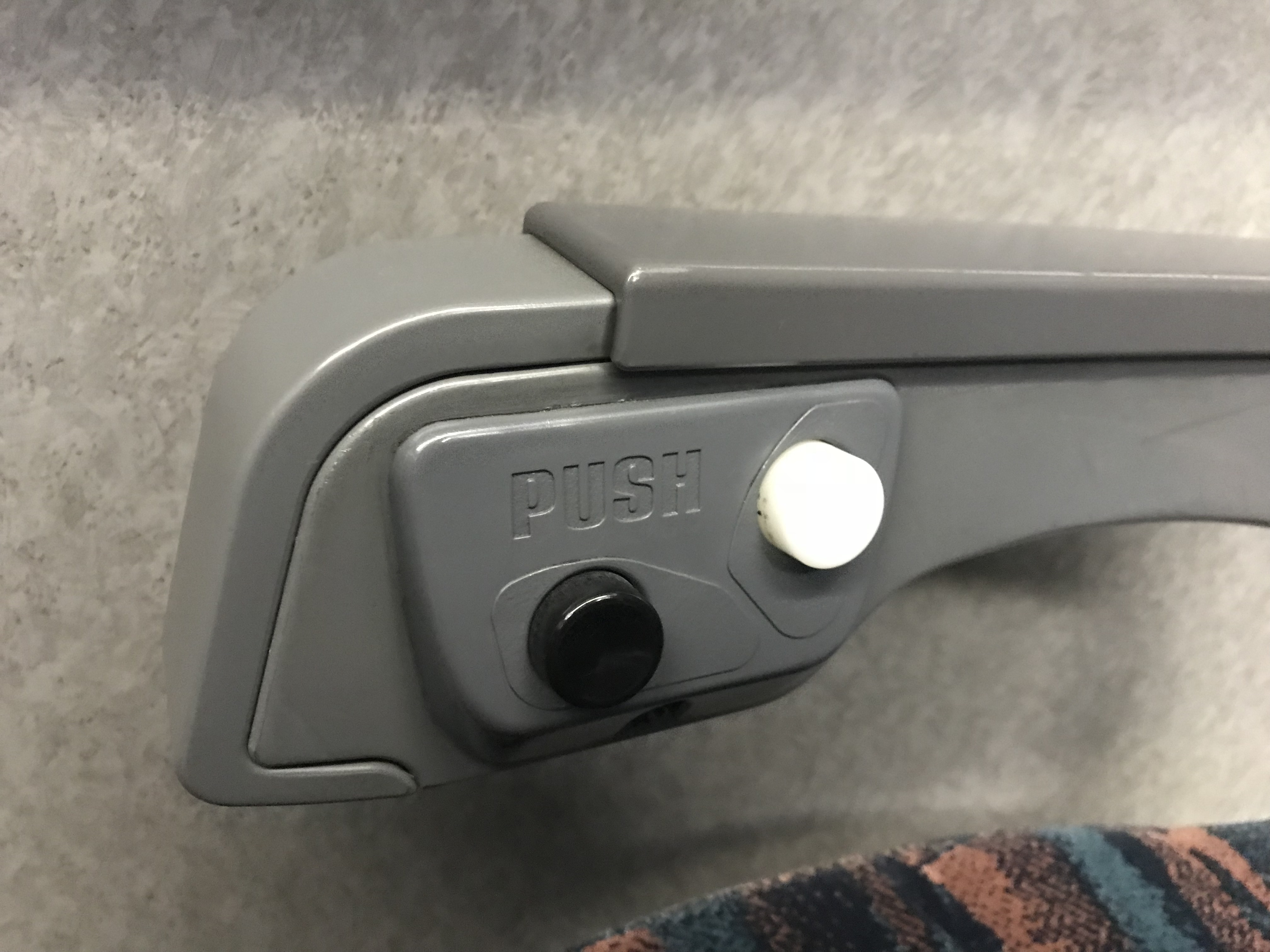
普通车廂座椅的靠背调节
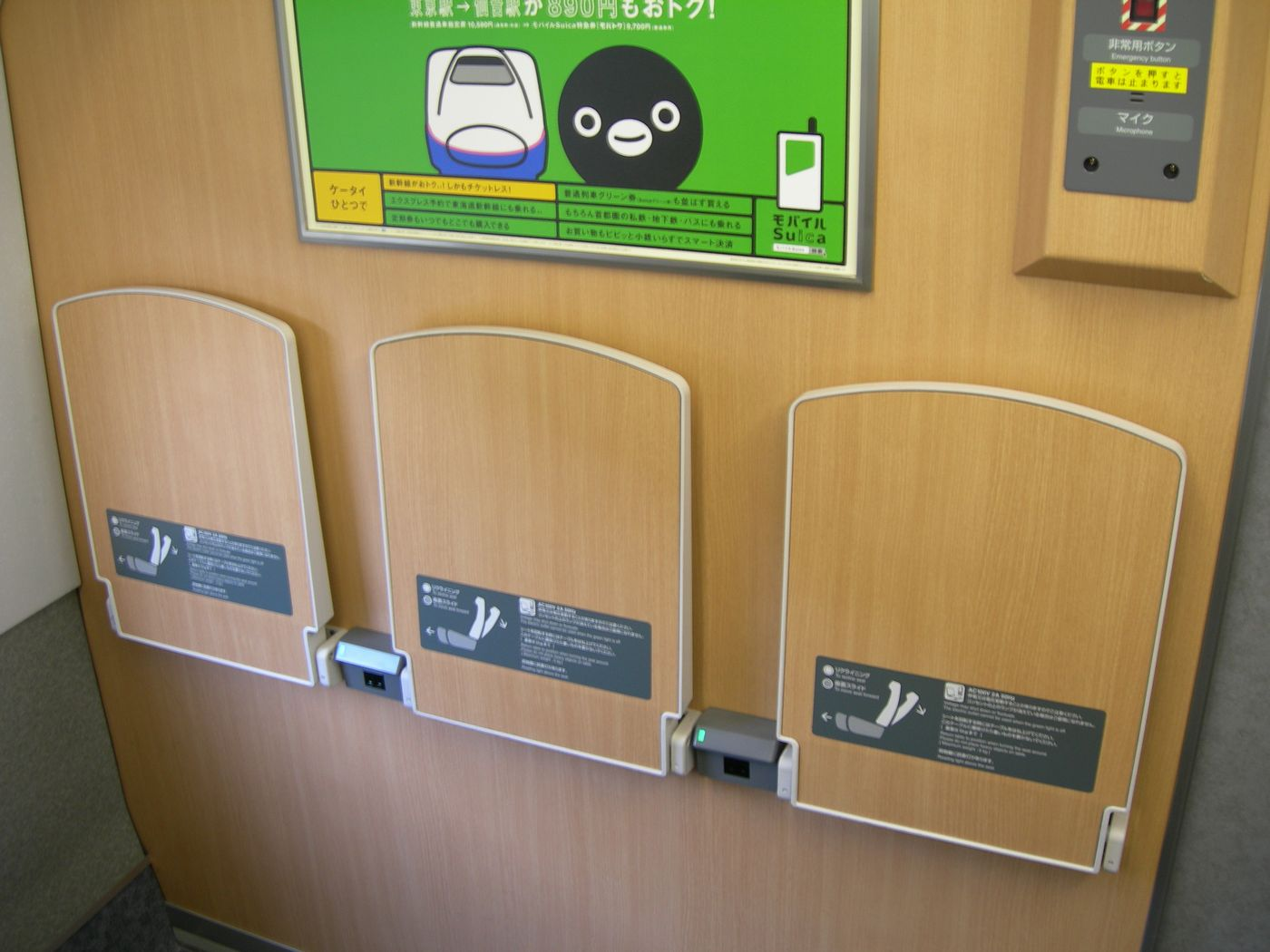
客室隔板的座位上設有家用交流電源插座（1000番台，2010年以后制造车辆）
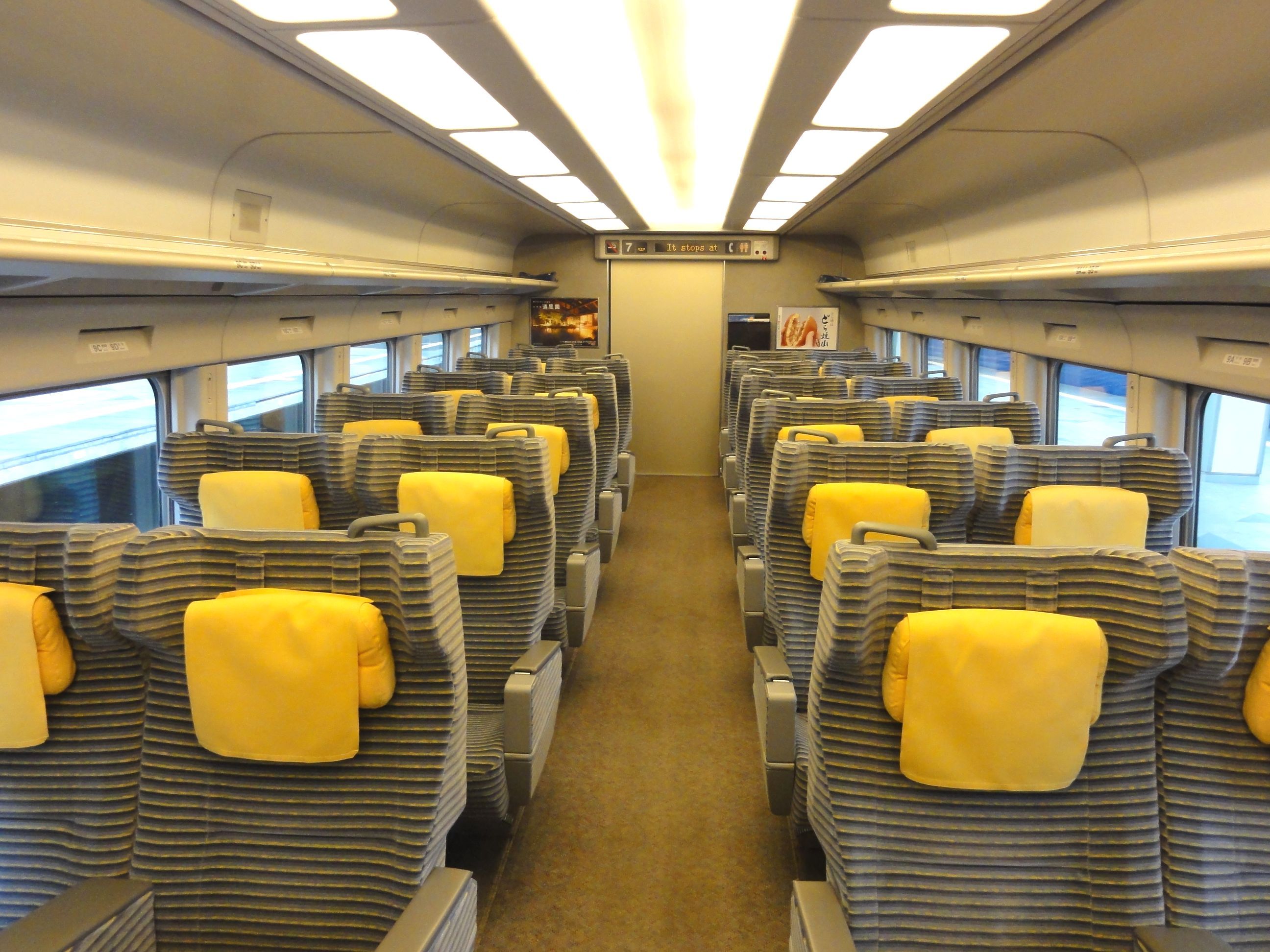
頭等（绿色）车廂

## 型式和车型
截至2010年10月1日，本系列車輛各型式名称和该车型如下所示。
动车是奇数车厢（M1）和偶数车厢（M2）各2个单元组成，再加上两辆拖车合计10辆。

### 新製车辆

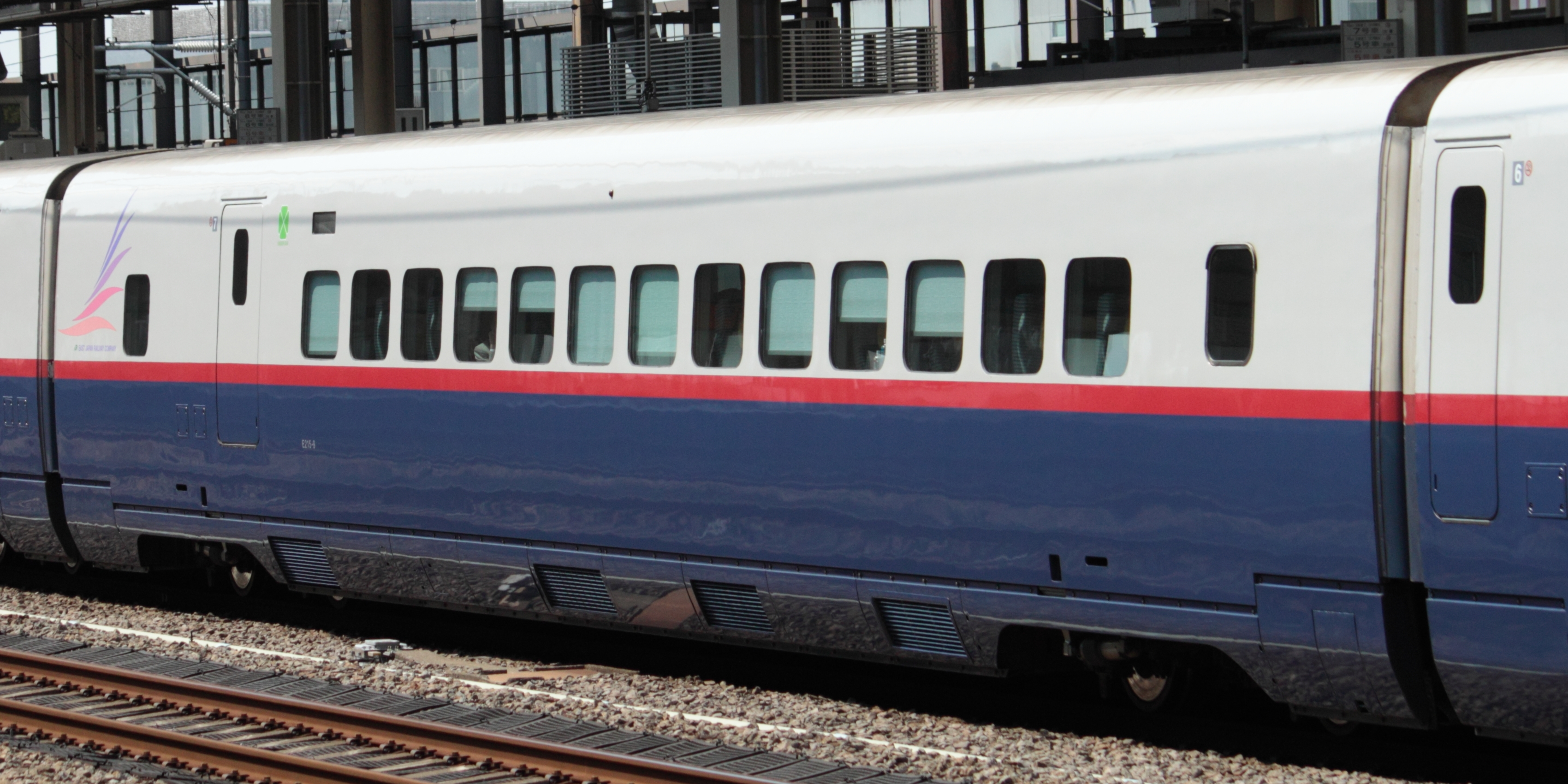
E215型 (E215-9)

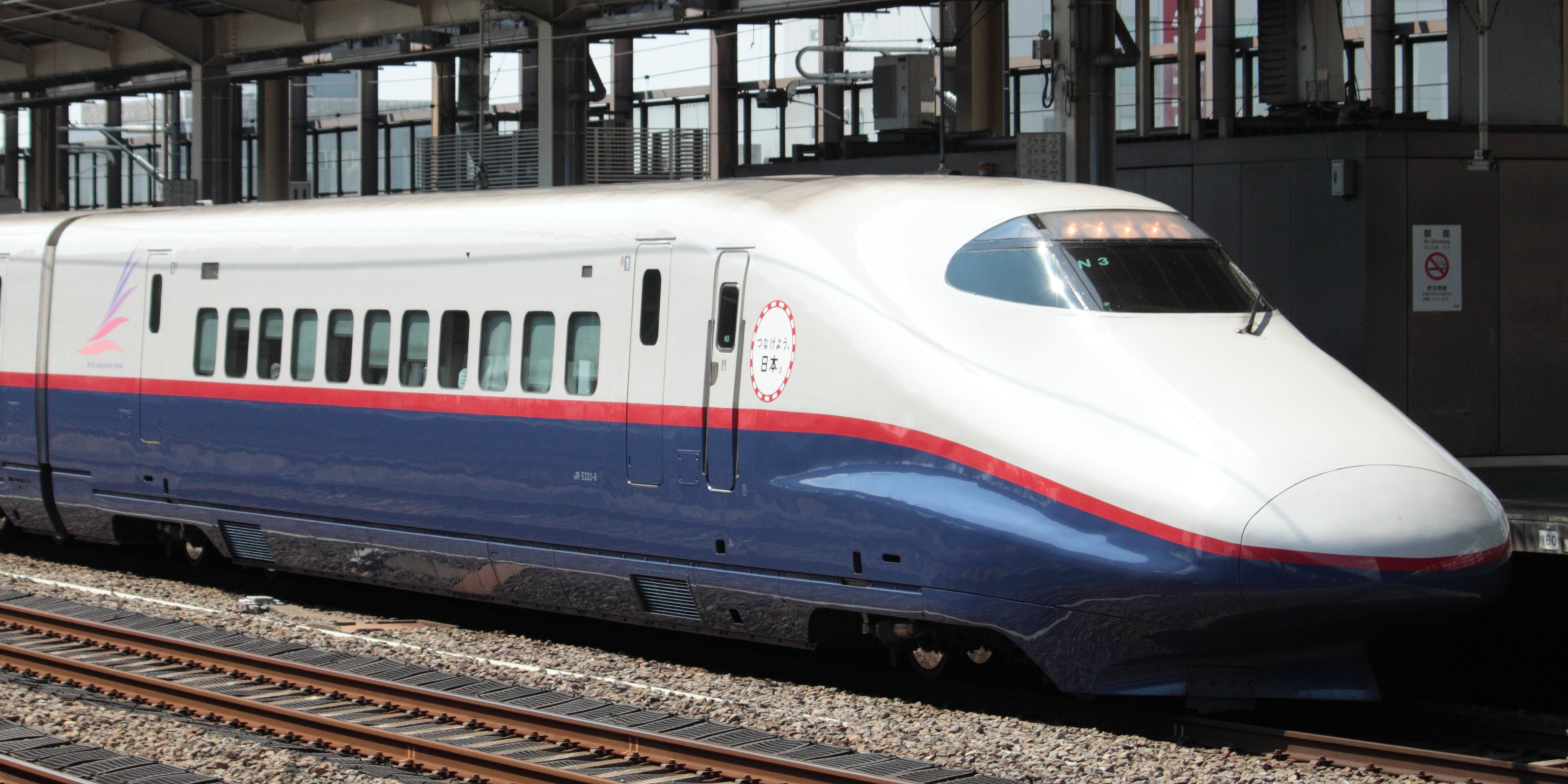
E223型0番台 (E223-9)

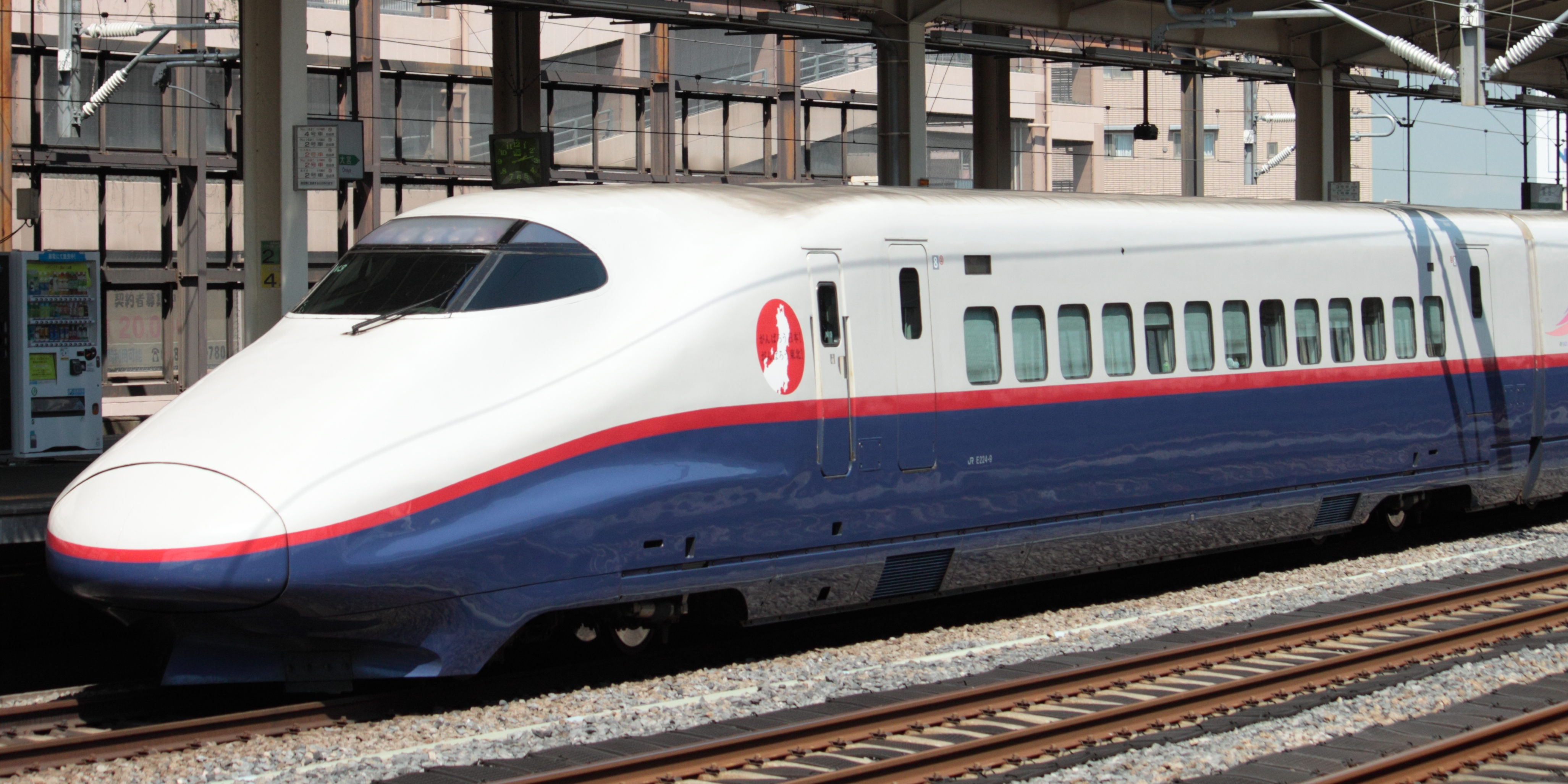
E224型0番台 (E224-9)

E215型 (M1s)
客室为绿色车厢的中間列車。用于N编组7号車、J编组9号車。東京方向端设有車长室，新青森、長野、新潟端设有轮椅对应设备、多功能室，车底装备了主变频装置，以及空气压缩机。
E223型 (T1c)
客室为普通车厢的拖車（控制车）。
0番台
用于N、J編组1号車。東京方向的驾驶台，设有厕所、洗面间，装载了空气压缩机、LCX天线等。
1000番台
用于J編组1号車。東京方向的驾驶台，设有厕所、洗面间，装载了空气压缩机、LCX天线等。由于设有轮椅空间，因此较0番台坐席数减少1名。
1100番台
J51編组1号車。東京方向的驾驶台（设分割连结装置），设有厕所、洗面间，装载了空气压缩机、LCX天线等。由于设有轮椅空间，因此较0番台坐席数减少1名。
E224型 (T2c)
客室为普通车厢的拖車（控制车）。
0番台
用于N編组8号車。新青森、長野、新潟方向的驾驶台，设有轮椅对应座席、公用電話。
100,1100番台
用于N21編组8号車、J編组10号車。新青森、長野、新潟方向的驾驶台（设分割连结装置），设有轮椅对应座席、公用電話（J編组于后来撤销）。
E225型
客室为普通车厢的中間列車。
0番台 (M1)
用于N、J編组3号車。设有厕所、洗面间、自动售卖機（現在停止使用）。装备了主变频装置、空气压缩机。
100番台 (M1)
用于J編组7号車。设有厕所、洗面间、業務用室、多功能室、自动售卖機（現在停止使用）。装备了主变频装置、空气压缩机。
400番台 (M1k)
用于N、J編组5号車。设有厕所、洗面间、售卖准备室。装备了主变频装置、空气压缩机。

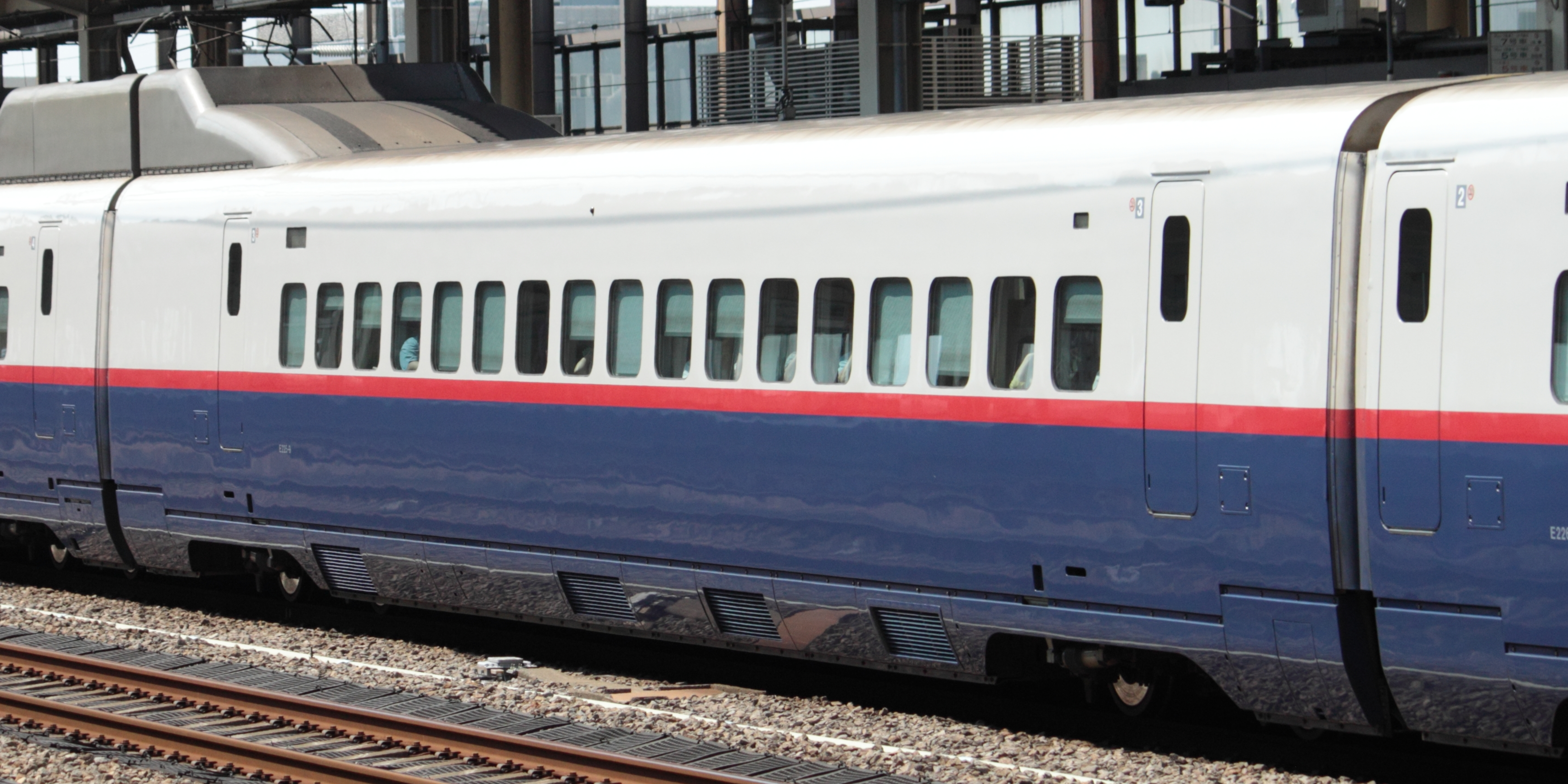
E225型0番台 (E225-9)
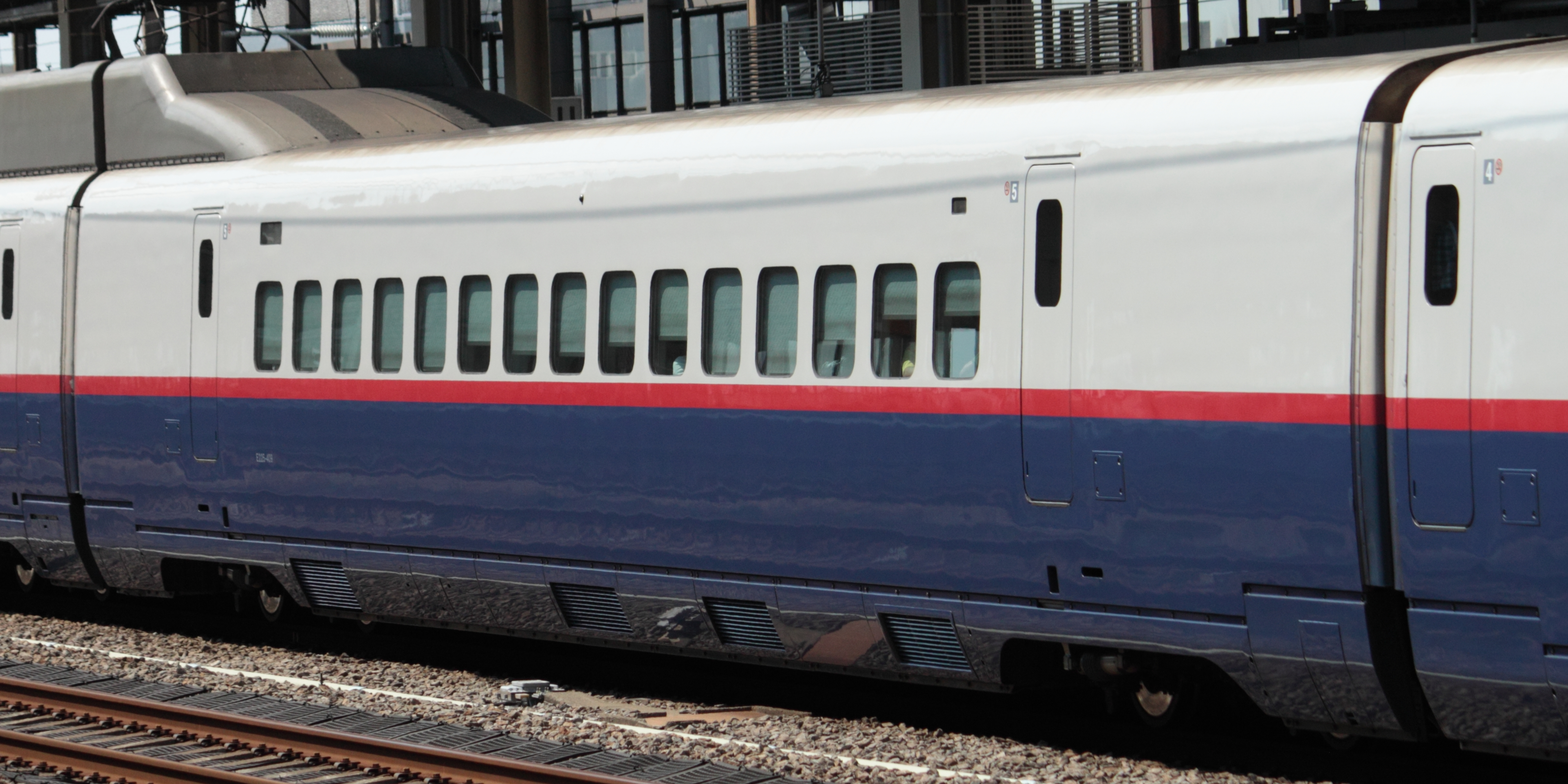
E225型400番台 (E225-409)

E226型 (M2)
客室为普通车厢的中間列車。
100番台
用于N、J編组2号車。设有公用電話（后来撤销）。装备了主变频装置，主变压器。
200番台
用于N、J編组4号車。设有公用電話。装备了主变频装置、集电装置、主变压器。
300番台
用于N、J編组6号車。设有公用電話（后来撤销）。装备了主变频装置、集电装置、主变压器。
400番台
用于J編组8号車。设有公用電話。装备了主变频装置、主变压器。

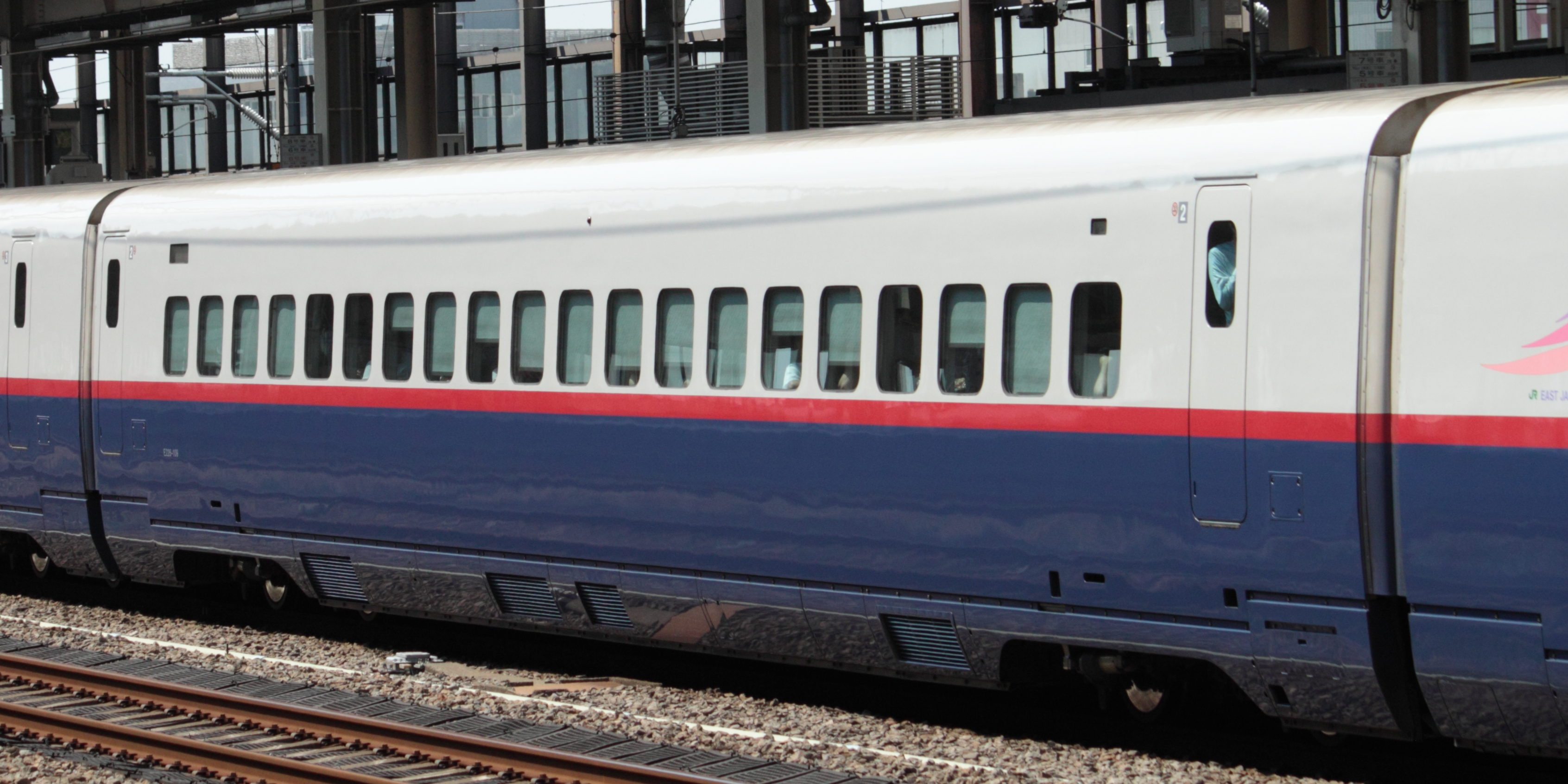
E226型100番台 (E226-109)
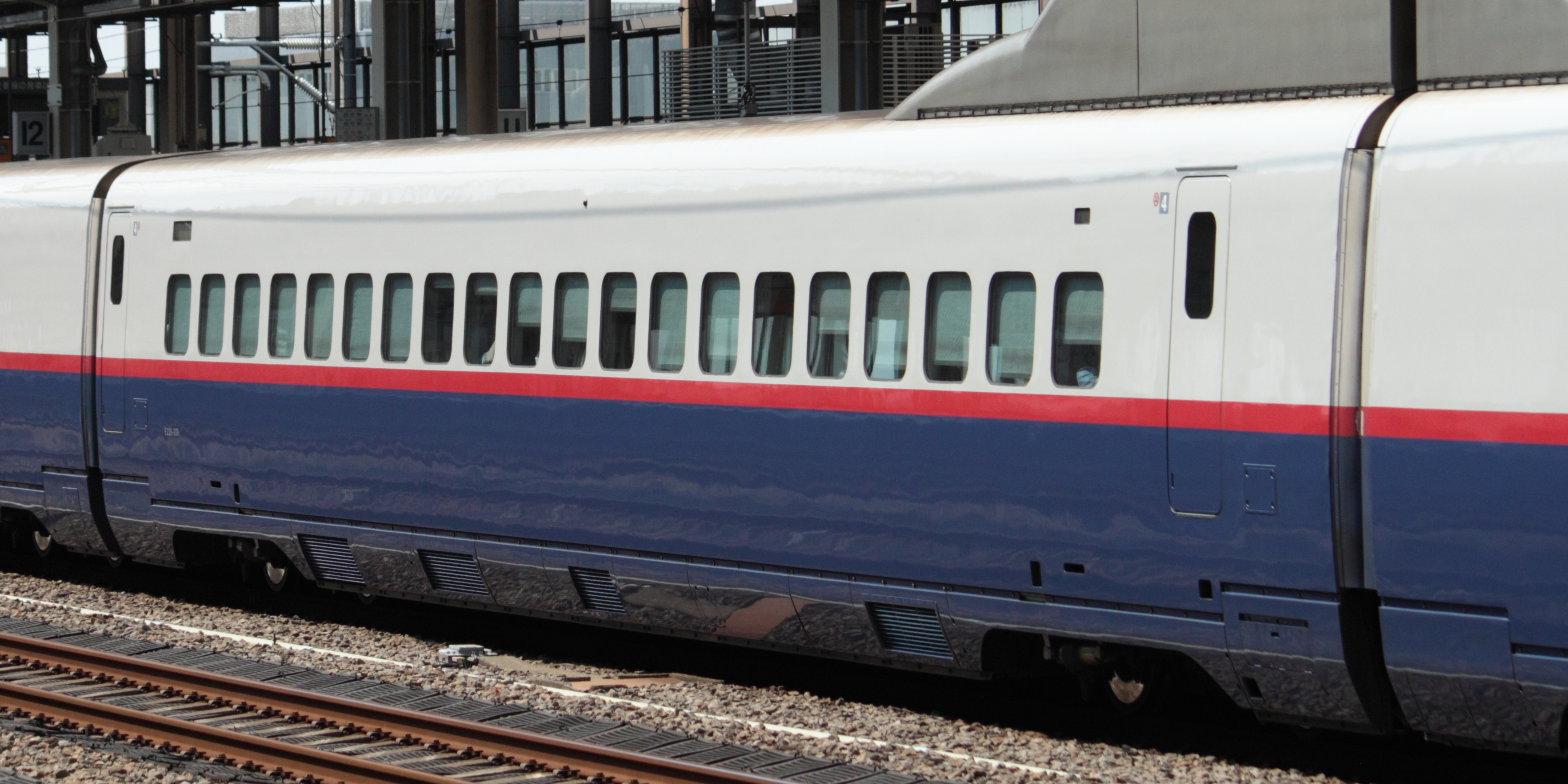
E226型200番台 (E226-209)
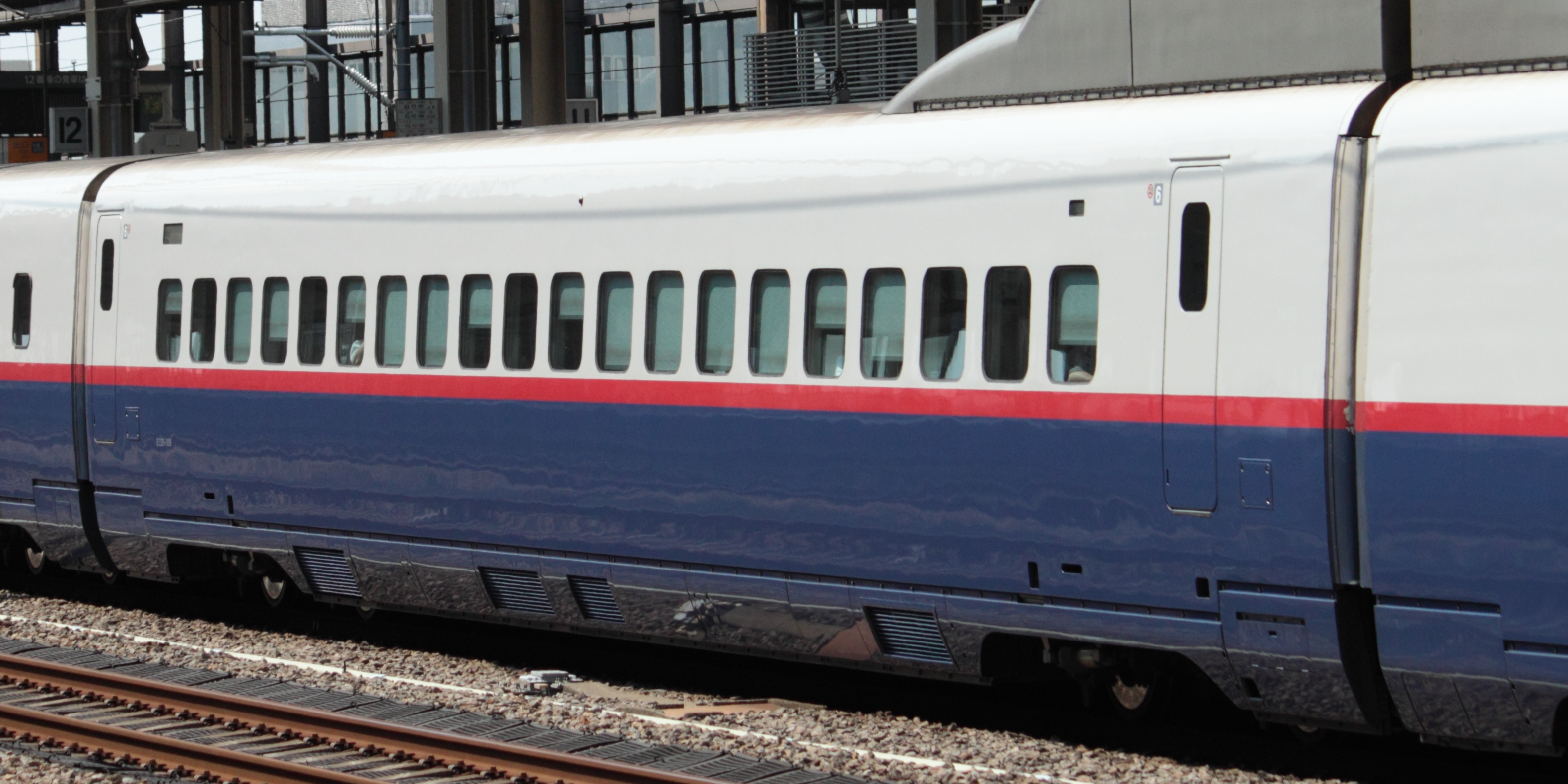
E226型300番台 (E226-309)

| 型式   | 番台     | 車辆編号            | 定員  | 製造数 | 总数  | 参考                   |
| ------ | -------- | ------------------- | ----- | ------ | ----- | ---------------------- |
| E215型 | 0番台    | 1 - 28              | 51名  | 28辆   | 53辆  |                        |
| E215型 | 1000番台 | 1001 - 1025         | 51名  | 25辆   | 53辆  |                        |
| E223型 | 0番台    | 1 - 28              | 55名  | 28辆   | 53辆  |                        |
| E223型 | 1000番台 | 1101                | 54名  | 1辆    | 53辆  | 大型窗、设分割连结装置 |
| E223型 | 1000番台 | 1002 - 1025         | 54名  | 24辆   | 53辆  | 大型窗                 |
| E224型 | 0番台    | 7 - 19              | 64名  | 13辆   | 53辆  |                        |
| E224型 | 0番台    | 101 - 106 120 - 128 | 64名  | 15辆   | 53辆  | 设分割连结装置         |
| E224型 | 1000番台 | 1101 - 1125         | 64名  | 25辆   | 53辆  | 大型窗、设分割连结装置 |
| E225型 | 0番台    | 1 - 28              | 85名  | 28辆   | 145辆 |                        |
| E225型 | 0番台    | 101 - 114           | 85名  | 14辆   | 145辆 | 大型窗                 |
| E225型 | 0番台    | 401 - 428           | 75名  | 28辆   | 145辆 | 设售卖車準備室         |
| E225型 | 1000番台 | 1001 - 1025         | 85名  | 25辆   | 145辆 | 大型窗                 |
| E225型 | 1000番台 | 1101 - 1125         | 85名  | 25辆   | 145辆 | 大型窗                 |
| E225型 | 1000番台 | 1401 - 1425         | 75名  | 25辆   | 145辆 | 大型窗、设售卖車準備室 |
| E226型 | 0番台    | 101 - 128           | 100名 | 28辆   | 198辆 |                        |
| E226型 | 0番台    | 201 - 228           | 100名 | 28辆   | 198辆 |                        |
| E226型 | 0番台    | 301 - 328           | 100名 | 28辆   | 198辆 |                        |
| E226型 | 0番台    | 401 - 414           | 100名 | 14辆   | 198辆 | 大型窗                 |
| E226型 | 1000番台 | 1101 - 1125         | 100名 | 25辆   | 198辆 | 大型窗                 |
| E226型 | 1000番台 | 1201 - 1225         | 100名 | 25辆   | 198辆 | 大型窗                 |
| E226型 | 1000番台 | 1301 - 1325         | 100名 | 25辆   | 198辆 | 大型窗                 |
| E226型 | 1000番台 | 1401 - 1425         | 100名 | 25辆   | 198辆 | 大型窗                 |

### E2系 編组表
|       |          | ←東京方向新青森、長野、新潟方向→ |             |             |             |              |             |              |              |              |              |
| 号車  | 号車     | 1                                | 2           | 3           | 4           | 5            | 6           | 7            | 8            | 9            | 10           |
| N編组 | 型式     | E223型 (T1c)                     | E226型 (M2) | E225型 (M1) | E226型 (M2) | E225型 (M1k) | E226型 (M2) | E215型 (M1s) | E224型 (T2c) |              |              |
| N編组 | 动力单元 | 单元1                            | 单元1       | 单元1       | 单元2       | 单元2        | 单元3       | 单元3        | 单元3        |              |              |
| J編组 | 型式     | E223型 (T1c)                     | E226型 (M2) | E225型 (M1) | E226形 (M2) | E225形 (M1k) | E226形 (M2) | E225型 (M1)  | E226型 (M2)  | E215型 (M1s) | E224型 (T2c) |
| J編组 | 动力单元 | 单元1                            | 单元1       | 单元1       | 单元2       | 单元2        | 单元3       | 单元3        | 单元4        | 单元4        | 单元4        |

## 不同点

### 基本番台与1000番台
1000番台的车辆外观与0番台相比，普通车的车窗尺寸扩大至每2排座位设一个车窗，嵌入式門改为常用的內藏门，集电弓改用单臂式，并取消集电弓旁的降噪盖。不过车体依旧使用铝合金车体，但车体全部改为雙皮層構造以提高车体的隔音性。由于长野新干线无需增购车辆，因此没有装备交流周波数转换装置。乘坐的舒适的改善，上面提到的头车和绿色车厢全自動式懸吊系統，其他车辆继续采用阻力调整式半主动懸吊。J编组0番台后来也陆续装备。另外，车内也发生很大变化，普通车的座位材质采用与E4系不相同的长毛绒，车内照明的形状也会发生变化，侧壁部分以木纹装饰。另外，0番台车辆正方的外侧安装压缩气，把它连接部中拥挤好于车端挡板的作用，以此取代了车端挡板；而1000番台的车与车连接处时，车辆正方下部的互相以油压减震器进行连接，车身间装备减震器，降低车体偏航方向的振动。
另外，原有的J编组加挂2辆（7、8号车厢）扩编为10节编组。N编组亦全部运用于“浅间号”。车身外观之色带亦变更为杜鹃粉色，改用“苹果”的列车标徽，使得J编组与N编组的差异化扩大。

## 編組
2025年6月23日、現存編組如下
- J編組：10輛編組6組60輛（J70 - J75）

### N編組
長野新幹線「浅间号（あさま）」專用车辆，全编组均配属于長野新幹線车辆中心。与J編组相比分界线和列车标志有差异，客室装饰、间隔门和窗下侧壁交叉状等使车内氛围有所区别。现在的N21编组，及原J1编组，往长野、新潟方向的先头车（8号车厢）设有分割连结装置。2017年3月31日全部廢車。

#### 增備概況（N編组）
1995年（平成7年）6月6日，N編組的量產试制車S6編组完工。1997年（平成9年）3月至9月，第一批次车辆N2 - N13編组陆续完工。S6編组在1996年（平成8年）12月11日进行車辆編号变更等，1997年（平成9年）9月26日实施量产化改造，同时更名为N1编组。
- S6編组的車辆編号變更
  - E223-1 → E223-7
  - E226-101 → E226-107
  - E225-1 → E225-7
  - E226-201 → E226-207
  - E225-401 → E225-407
  - E226-301 → E226-307
  - E215-1 → E215-7
  - E224-1 → E224-7

之后不久，是看不到编组内的变化，2002年（平成14年）8月到9月间，N5、N10、N12编组的动车（第2-7号车厢），與J7、J9、J10编组的动车（8辆编组时的第2-7号车厢）进行互相交换。因此，编组内装修亦有所差异。后来于同年10月，原J1編组改造为N21編组。N21编组亦同时安装DS-ATC系统。其它编组后续在2005年6月至2006年6月之间安装该系统。

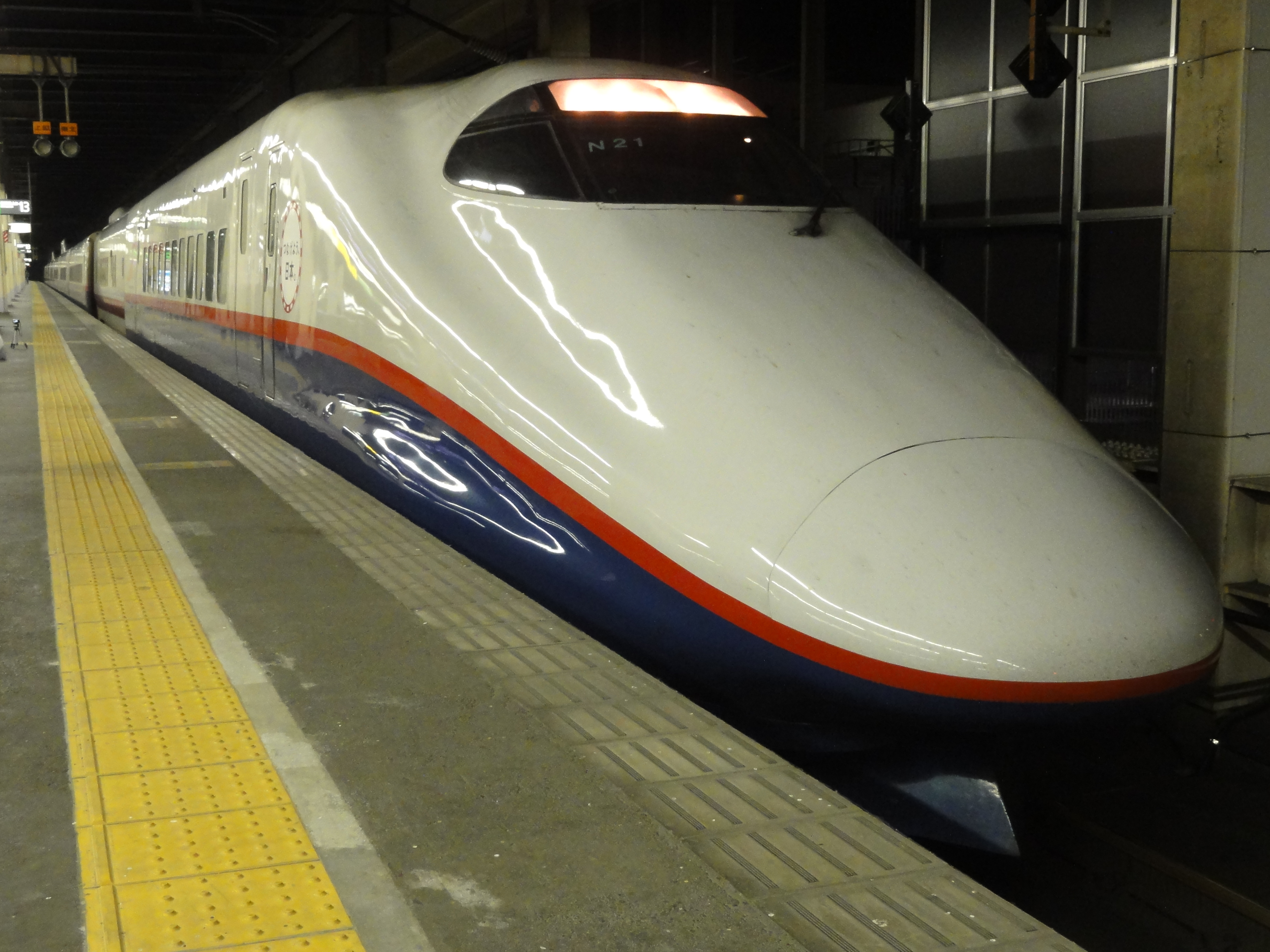
加挂E926-13车厢的N21編组
（2013年11月12日 大宮站）

N21编组方面，第1-2号车廂之间可加编轨道检测车E926-3（13）以进行线路检测。但E926型（East-i）在其它线路进行检查等不能使用的时候，N21编组亦可进行线路检测。
E2系N編组 編组表
|          |          | ←東京方向長野、新潟方向→ |             |             |             |              |             |              |              |
| 号車     | 号車     | 1                        | 2           | 3           | 4           | 5            | 6           | 7            | 8            |
| 编组編号 | 编组編号 | E223型 (T1c)             | E226型 (M2) | E225型 (M1) | E226型 (M2) | E225型 (M1k) | E226型 (M2) | E215型 (M1s) | E224型 (T2c) |
| 座席     | 座席     | 普通車厢                 | 普通車厢    | 普通車厢    | 普通車厢    | 普通車厢     | 普通車厢    | 绿色車厢     | 普通車厢     |
| 編组     | N1 - N13 | （0番台）                | （100番台） | （0番台）   | （200番台） | （400番台）  | （300番台） | （0番台）    | （0番台）    |
| 編组     | N21      | 1                        | 101         | 1           | 201         | 401          | 301         | 1            | 101          |

| \| 编组名稱 \| 出廠日 \| 製造商 \| 車辆編組變更日 \| 量產化改造日 \| 編組置換日 \| 編组廢除日 \| 備註 \| \| ---------- \| ------------- \| ----------------------- \| -------------- \| ------------- \| ------------- \| ------------- \| ------------------------------------------------------ \| \| S6 →N1 \| 1995年6月6日 \| 日本車輛製造 川崎重工業 \| 1996年12月11日 \| 1997年9月26日 \| － \| 2014年7月9日 \| 量產试制車[注 2] \| \| N2 \| 1997年3月25日 \| 川崎重工業 \| － \| － \| － \| 2014年9月1日 \| 曾於2009年9月25及27日用作天皇專列 \| \| N3 \| 1997年4月16日 \| 日立製作所 \| － \| － \| － \| 2014年12月1日 \| \| \| N4 \| 1997年4月25日 \| 川崎重工業 \| － \| － \| － \| 2014年4月23日 \| \| \| N5 \| 1997年5月14日 \| 日本車輛製造 \| － \| － \| 2002年8月1日 \| 2017年6月1日 \| 中間車（2-7号車）与J7編组进行交换 \| \| N6 \| 1997年5月29日 \| 日立製作所 \| － \| － \| － \| 2014年6月17日 \| \| \| N7 \| 1997年6月13日 \| 日本車輛製造 \| － \| － \| － \| 2016年1月25日 \| \| \| N8 \| 1997年6月27日 \| 川崎重工業 \| － \| － \| － \| 2014年5月26日 \| \| \| N9 \| 1997年7月11日 \| 日立製作所 \| － \| － \| － \| 2014年9月26日 \| \| \| N10 \| 1997年7月25日 \| 日本車輛製造 \| － \| － \| 2002年8月23日 \| 2016年2月17日 \| 中間車（第2-7号車）与J9編组进行交换 \| \| N11 \| 1997年8月8日 \| 日立製作所 \| － \| － \| － \| 2014年8月1日 \| \| \| N12 \| 1997年8月25日 \| 東急車輌製造 \| － \| － \| 2002年9月23日 \| 2014年4月2日 \| 中間車（第2-7号車）与J10編组进行交换 第一列N编组报废 \| \| N13 \| 1997年9月5日 \| 川崎重工業 \| － \| － \| － \| 2017年5月11日 \| \| \| S7→J1 →N21 \| 1995年4月14日 \| 日本車輛製造 川崎重工業 \| 1996年12月11日 \| 1997年7月16日 \| － \| 2015年1月6日 \| 量產试制車[注 3] 2002年10月24日，原J1編组改造为N21編组 \| |               |                         |                |               |               |               |                                                      |
| 编组名稱 | 出廠日        | 製造商                  | 車辆編組變更日 | 量產化改造日  | 編組置換日    | 編组廢除日    | 備註                                                 |
| S6 →N1 | 1995年6月6日  | 日本車輛製造 川崎重工業 | 1996年12月11日 | 1997年9月26日 | －            | 2014年7月9日  | 量產试制車                                           |
| N2 | 1997年3月25日 | 川崎重工業              | －             | －            | －            | 2014年9月1日  | 曾於2009年9月25及27日用作天皇專列                    |
| N3 | 1997年4月16日 | 日立製作所              | －             | －            | －            | 2014年12月1日 |                                                      |
| N4 | 1997年4月25日 | 川崎重工業              | －             | －            | －            | 2014年4月23日 |                                                      |
| N5 | 1997年5月14日 | 日本車輛製造            | －             | －            | 2002年8月1日  | 2017年6月1日  | 中間車（2-7号車）与J7編组进行交换                    |
| N6 | 1997年5月29日 | 日立製作所              | －             | －            | －            | 2014年6月17日 |                                                      |
| N7 | 1997年6月13日 | 日本車輛製造            | －             | －            | －            | 2016年1月25日 |                                                      |
| N8 | 1997年6月27日 | 川崎重工業              | －             | －            | －            | 2014年5月26日 |                                                      |
| N9 | 1997年7月11日 | 日立製作所              | －             | －            | －            | 2014年9月26日 |                                                      |
| N10 | 1997年7月25日 | 日本車輛製造            | －             | －            | 2002年8月23日 | 2016年2月17日 | 中間車（第2-7号車）与J9編组进行交换                  |
| N11 | 1997年8月8日  | 日立製作所              | －             | －            | －            | 2014年8月1日  |                                                      |
| N12 | 1997年8月25日 | 東急車輌製造            | －             | －            | 2002年9月23日 | 2014年4月2日  | 中間車（第2-7号車）与J10編组进行交换 第一列N编组报废 |
| N13 | 1997年9月5日  | 川崎重工業              | －             | －            | －            | 2017年5月11日 |                                                      |
| S7→J1 →N21 | 1995年4月14日 | 日本車輛製造 川崎重工業 | 1996年12月11日 | 1997年7月16日 | －            | 2015年1月6日  | 量產试制車 2002年10月24日，原J1編组改造为N21編组     |

### J編組
為東北新幹線及上越新幹線使用列車，除部分编组（J4、J7、J9、J10、J12、J14、J15）配屬於新泻新干线车辆中心之外，全数均配属于新干线综合车辆中心。分割连结装置设于往新青森、新潟方向先头车（10号车厢）的部分，可与E3系进行混编运行。
在2012年（平成24年）3月17日的时刻表订正中，本系列1000番台车辆（J51-J75编组）取代东北新干线上的E4系“Max山彦号”，且會與E3系1000/2000番台的翼號併結行駛，同時E4系將會完全轉入上越新幹線替換年事已高的E1系車種。另外E2系與E3系併結後，全車將以275公里/小時行駛，山形至東京將會縮短至約2小時45分鐘的行程。
同时在2013年（平成25年）1月26日开始，部分班次需要取代即将退役的的200系K编组，开始运用于上越新干线“朱鷺號”、“谷川號”。2004年3月13日時刻表修正後，取消了進入高崎以北的運用。时隔9年后再次进入其区间（详细请参照）。
当初列车在长野新干线「浅间号」和上越新干线「朝日号」（已废止），东北新干线「疾风号」（盛冈车站以北）进行运用。如今只运用于东北新干线（东京车站-盛冈站间）和上越新干线全线。以前的铁路杂志上J编组会以“E2'（E2シュ）系”称呼，平成13年（2001年）1000番台车制造的情况也会这样称呼，但到了2013年至今该称呼几乎没有使用。

#### 增備概況（J編组）
1995年（平成7年）4月14日，J編组的量產试制車S7編组完工。1996年（平成8年）12月至1997年（平成9年）3月，第一批次车辆J2 - J6編组陆续完工。1998年（平成10年）10月至12月，第二批次车辆J7 - J10編组陆续完工。后来第一批次为配合未来的混编运行，加装了分割连结装置。1999年（平成11年）9月至11月，第三批次车辆J11 - J15編组陆续完工。S7編組於1996年（平成8年）12月11日进行車辆編号变更等，1997年（平成9年）7月16日实施量产化改造，同时更名为J1编组。
E2系（東北新幹線用）
- S7編组的車辆編号變更
  - E223-2 → E223-1
  - E226-102 → E226-101
  - E225-2 → E225-1
  - E226-202 → E226-201
  - E225-402 → E225-401
  - E226-302 → E226-301
  - E215-2 → E215-1
  - E224-102 → E224-101

由于“小町号”与“山彦号”的混编运行，因此这些班次均替换为本系列J编组。东北新干线可达到最高速度275km/h行驶（8节编组时N编组的上位互换）。
2002年（平成14年）8月到9月间，N5、N10、N12编组的动力车（第2-7号车厢）與J7、J9、J10编组的动力车（8辆编组时的第2-7号车厢）进行互相交换。另外，同年10月J1编组和J21编组改編成N编组。
2001年（平成13年）1月東北新幹線八户開業用的1000番台量产试制車J51編组完工，完工时以8节编组的形式出现。J51編组曾设想利用分割连结装置与E4系混编为2列共16节编组，不过在2002年（平成14年）八户延伸开业后，「疾风号」全車座席设定为指定席，因此J51编组之后改造为的量産車的10节编组。
1000番台（J52編組以后）量產車直接以10节编组出现。随着列车增加为10节，基本番台新增第7、8号车厢分別为E225型100番台、E226型400番台，外观和內裝與1000番台一样，控制机器等部分与基本番台共通50/60Hz对应。另外，开关门时會有提示广播音。
2005年（平成17年）新造的J69編组这是E2系的增购暂时结束，直到東北新幹線延伸至新青森站開業，以及新世代车辆E5系仍处在路试阶段不能运营，因此需要增购车辆，2010年（平成22年）又制造了J70-J75共6列編組。
另外，J编组的基本番台与1000番台有很大的不同，但基本番台与1000番台中各自的规格也有不同。基本番台中J2-J6编组往的东京方向的头车E223形由于没有设置分割连结装置，J7 -J15编组亦会预留该装置，因此前头的连接器罩会有较大区别。另外J2-J10编组和J11-J15编组的转向架等下部包围亦有所不同。1000番台方面，J51编组两个头车均设置了分割连结装置。J51-J53编组每个车顶设置了特高壓引通線，J54编组以后的列车第4—5号车间设置倾斜电缆头，紧急时通过特高壓引通線进行切断。J70編組以後的列車目的地表示器及車內資訊顯示器為全彩色式LED顯示器，且在綠色車廂所有座位上與普通車廂靠窗及客室隔板的座位上設有家用交流電源插座，并於每节车厢的最前、最後部的折叠桌子进行扩大，同时设有读书灯、CCTV监视器、可与车长联系的紧急通话装置，以及车门处顶部增设灯光闪烁装置，向E3系2000番台和E5系的车内设备靠拢。

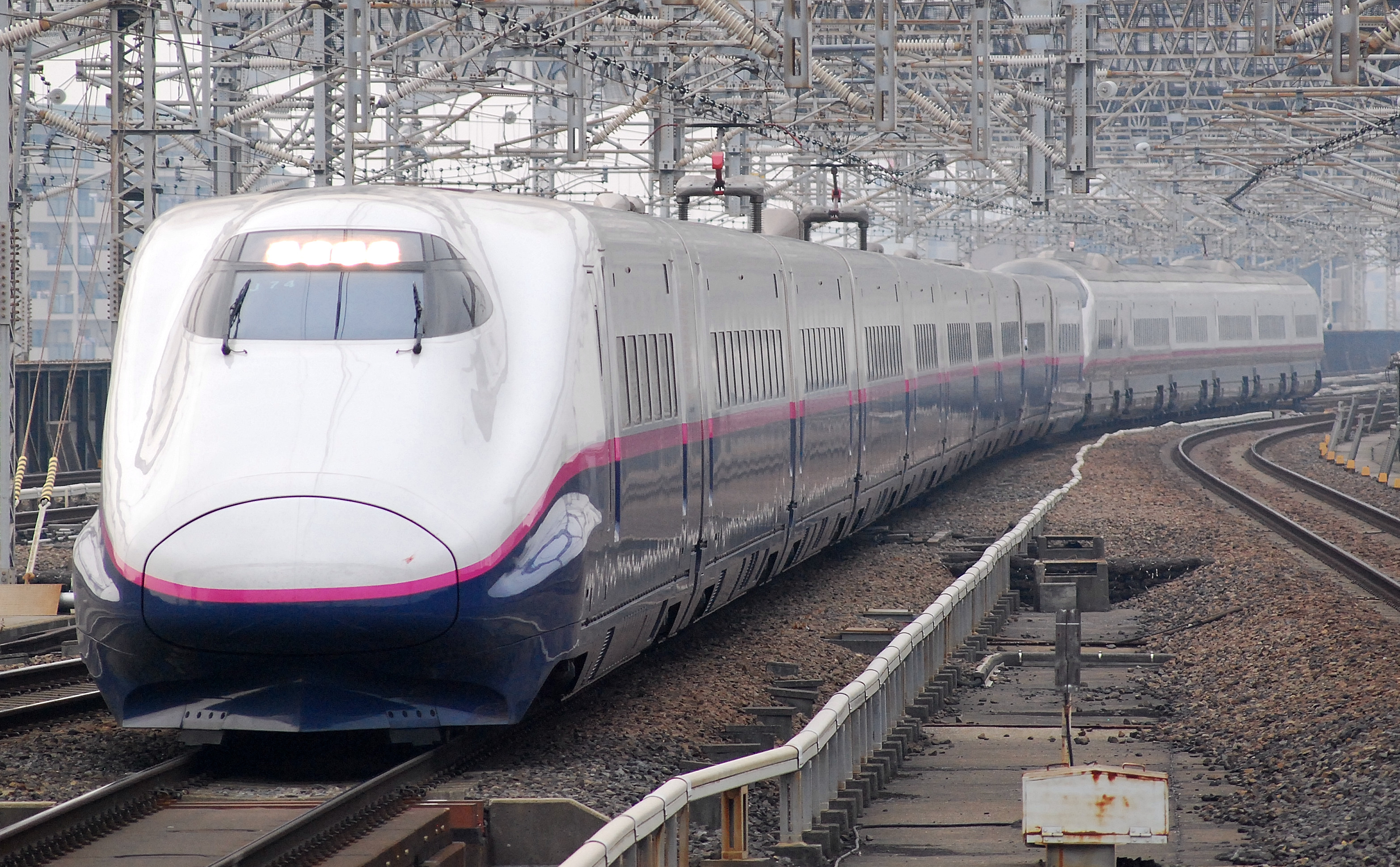
E3系基本番台「小町号」与E2系混编运行
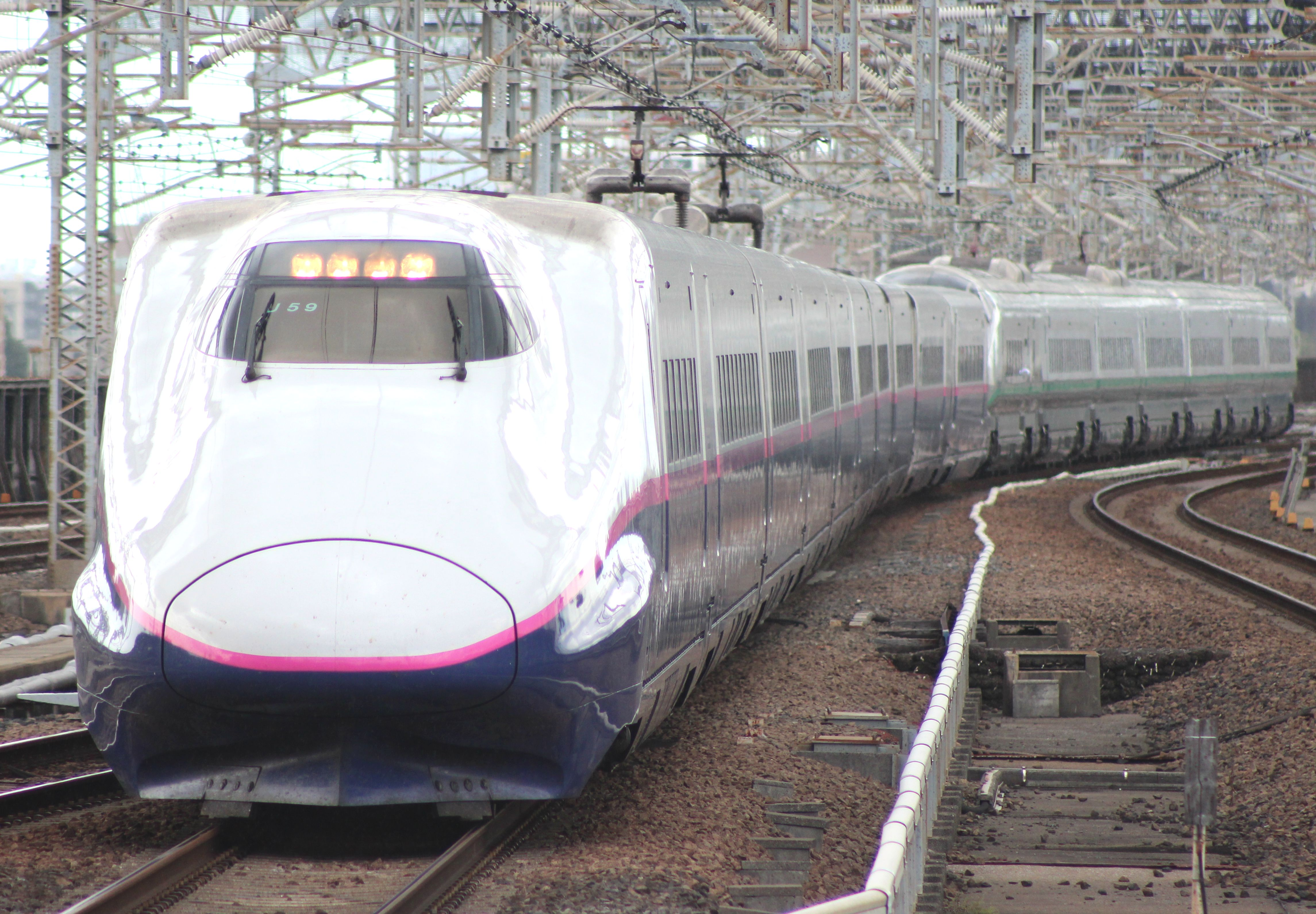
E3系2000番台「翼号」与E2系混编运行

E2系J編组 編组表
|          |          | ←東京方向新青森、新潟方向→ |             |             |             |              |             |             |             |              |              |
| 号車     | 号車     | 1                          | 2           | 3           | 4           | 5            | 6           | 7           | 8           | 9            | 10           |
| 編组番号 | 編组番号 | E223型 (T1c)               | E226型 (M2) | E225型 (M1) | E226型 (M2) | E225型 (M1k) | E226型 (M2) | E225型 (M1) | E226型 (M2) | E215型 (M1s) | E224形 (T2c) |
| 座席     | 座席     | 普通車厢                   | 普通車厢    | 普通車厢    | 普通車厢    | 普通車厢     | 普通車厢    | 普通車厢    | 普通車厢    | 绿色車厢     | 普通車厢     |
| 編组     | J2 - J15 | （0番台）                  | （100番台） | （0番台）   | （200番台） | （400番台）  | （300番台） | （100番台） | （400番台） | （0番台）    | （0番台）    |
| 編组     | J51      | 1101                       | 1101        | 1001        | 1201        | 1401         | 1301        | 1101        | 1401        | 1001         | 1101         |
| 編组     | J52      | 1002                       | 1102        | 1002        | 1202        | 1402         | 1302        | 1102        | 1402        | 1002         | 1102         |
| 編组     | :        | :                          | :           | :           | :           | :            | :           | :           |             | :            | :            |
| 編组     | J74      | 1024                       | 1124        | 1024        | 1224        | 1424         | 1324        | 1124        | 1424        | 1024         | 1124         |
| 編组     | J75      | 1025                       | 1125        | 1025        | 1225        | 1425         | 1325        | 1125        | 1425        | 1025         | 1125         |

| \| 编组名稱 \| 出廠日[注 5] \| 製造商 \| 編組置換日 \| 10輛編組化 \| 編组廢除日 \| 備註 \| \| -------- \| -------------- \| ------------------- \| ------------- \| -------------- \| ----------------------- \| ------------------------------------------------------------------------------------------------------------------------------------------------------------ \| \| J2 \| 1996年12月20日 \| 日立製作所 \| － \| 2002年12月19日 \| 2013年10月2日(仙台) \| 第一列J编组报废 \| \| J3 \| 1997年1月24日 \| 日立製作所 \| － \| 2002年12月24日 \| 2013年10月30日(仙台) \| \| \| J4 \| 1997年2月12日 \| 川崎重工業 \| － \| 2002年9月19日 \| 2016年2月8日(新潟) \| 2013年3月16日由仙台轉為新潟編屬 \| \| J5 \| 1997年3月3日 \| 日本車輛製造 [注 6] \| － \| 2002年10月29日 \| 2014年6月12日(仙台) \| \| \| J6 \| 1997年3月17日 \| 日本車輛製造 \| － \| 2002年11月3日 \| 2014年5月2日(仙台) \| \| \| J7 \| 1998年10月5日 \| 日本車輛製造 \| 2002年8月1日 \| 2002年11月16日 \| 2017年8月21日(新潟) \| 中間車（第2-6、9号車）与N5編组进行交换，2013年3月16日由仙台轉為新潟編屬 \| \| J8 \| 1998年10月20日 \| 日立製作所 \| － \| 2002年9月24日 \| 2018年5月31日(新潟) \| 2016年3月26日由仙台轉為新潟編屬 \| \| J9 \| 1998年11月23日 \| 日本車輛製造 \| 2002年8月23日 \| 2002年9月14日 \| 2016年4月8日(仙台) \| 中間車（第2-6、9号車）与N10編组进行交换，第1列E2系10輛化 \| \| J10 \| 1998年12月17日 \| 川崎重工業 [注 6] \| 2002年9月23日 \| 2002年10月24日 \| 2017年2月14・18日(新潟) \| 中間車（第2-6、9号車）与N12編组进行交换，2013年3月16日由仙台轉為新潟編屬，報廢時保留1號車 \| \| J11 \| 1999年9月6日 \| 日本車輛製造 \| － \| 2002年11月21日 \| 2019年1月9日(新潟) \| 2016年3月26日由仙台轉為新潟編屬 \| \| J12 \| 1999年9月17日 \| 東急車輌製造 \| － \| 2002年9月29日 \| 2019年8月23日(新潟) \| 2013年3月16日由仙台轉為新潟編屬 \| \| J13 \| 1999年10月5日 \| 日立製作所 \| － \| 2002年10月4日 \| 2018年4月27日(新潟) \| 2016年3月26日由仙台轉為新潟編屬 \| \| J14 \| 1999年10月19日 \| 川崎重工業 [注 6] \| － \| 2002年10月19日 \| 2018年11月7日(新潟) \| 2013年3月16日由仙台轉為新潟編屬，運用結束後，该编組将在新潟新干线车辆中心等处切割车身。 用于备灾培训；之后，它在同一个车辆中心被拆解；另外，解體時保留10號車 \| \| J15 \| 1999年11月5日 \| 東急車輌製造 [注 7] \| － \| 2002年10月24日 \| 2019年5月17日(新潟) \| 2013年3月16日由仙台轉為新潟編屬 \| |                |              |               |                |                         | |
| 编组名稱 | 出廠日         | 製造商       | 編組置換日    | 10輛編組化     | 編组廢除日              | 備註 |
| J2 | 1996年12月20日 | 日立製作所   | －            | 2002年12月19日 | 2013年10月2日(仙台)     | 第一列J编组报废 |
| J3 | 1997年1月24日  | 日立製作所   | －            | 2002年12月24日 | 2013年10月30日(仙台)    | |
| J4 | 1997年2月12日  | 川崎重工業   | －            | 2002年9月19日  | 2016年2月8日(新潟)      | 2013年3月16日由仙台轉為新潟編屬 |
| J5 | 1997年3月3日   | 日本車輛製造 | －            | 2002年10月29日 | 2014年6月12日(仙台)     | |
| J6 | 1997年3月17日  | 日本車輛製造 | －            | 2002年11月3日  | 2014年5月2日(仙台)      | |
| J7 | 1998年10月5日  | 日本車輛製造 | 2002年8月1日  | 2002年11月16日 | 2017年8月21日(新潟)     | 中間車（第2-6、9号車）与N5編组进行交换，2013年3月16日由仙台轉為新潟編屬                                                                                      |
| J8 | 1998年10月20日 | 日立製作所   | －            | 2002年9月24日  | 2018年5月31日(新潟)     | 2016年3月26日由仙台轉為新潟編屬 |
| J9 | 1998年11月23日 | 日本車輛製造 | 2002年8月23日 | 2002年9月14日  | 2016年4月8日(仙台)      | 中間車（第2-6、9号車）与N10編组进行交换，第1列E2系10輛化 |
| J10 | 1998年12月17日 | 川崎重工業   | 2002年9月23日 | 2002年10月24日 | 2017年2月14・18日(新潟) | 中間車（第2-6、9号車）与N12編组进行交换，2013年3月16日由仙台轉為新潟編屬，報廢時保留1號車                                                                    |
| J11 | 1999年9月6日   | 日本車輛製造 | －            | 2002年11月21日 | 2019年1月9日(新潟)      | 2016年3月26日由仙台轉為新潟編屬 |
| J12 | 1999年9月17日  | 東急車輌製造 | －            | 2002年9月29日  | 2019年8月23日(新潟)     | 2013年3月16日由仙台轉為新潟編屬 |
| J13 | 1999年10月5日  | 日立製作所   | －            | 2002年10月4日  | 2018年4月27日(新潟)     | 2016年3月26日由仙台轉為新潟編屬 |
| J14 | 1999年10月19日 | 川崎重工業   | －            | 2002年10月19日 | 2018年11月7日(新潟)     | 2013年3月16日由仙台轉為新潟編屬，運用結束後，该编組将在新潟新干线车辆中心等处切割车身。 用于备灾培训；之后，它在同一个车辆中心被拆解；另外，解體時保留10號車 |
| J15 | 1999年11月5日  | 東急車輌製造 | －            | 2002年10月24日 | 2019年5月17日(新潟)     | 2013年3月16日由仙台轉為新潟編屬 |

| \| 编组名稱 \| 出廠日[注 5] \| 製造商 \| 10輛編組化 \| 編组廢除日 \| 備註 \| \| -------- \| -------------- \| ----------------------------------------------- \| -------------- \| -------------------- \| -------------------------------------------------------------------------------------- \| \| J51 \| 2001年1月16日 \| 川崎重工業 日立製作所 日本車輛製造 東急車輛製造 \| 2002年11月10日 \| 2019年3月14日(仙台) \| 量產试制車[注 8] \| \| J52 \| 2002年7月17日 \| 日立製作所 \| － \| 2022年3月14日(仙台) \| \| \| J53 \| 2002年8月5日 \| 川崎重工業 \| － \| 2022年5月9日(仙台) \| \| \| J54 \| 2003年3月8日 \| 川崎重工業 \| － \| 2023年4月14日(新潟) \| 新潟新幹線車輛中心編屬 \| \| J55 \| 2002年11月7日 \| 日立製作所 \| － \| 2022年10月20日(新潟) \| 新潟新幹線車輛中心編屬 \| \| J56 \| 2002年11月23日 \| 日立製作所 \| － \| 2022年8月10日(新潟) \| 新潟新幹線車輛中心編屬,此編組曾於上越新幹線高速試驗(浦佐至新潟)創下362km/h最高時速 \| \| J57 \| 2003年10月4日 \| 日本車輛製造 \| － \| 2023年7月24日(新潟) \| 新潟新幹線車輛中心編屬 \| \| J58 \| 2003年9月11日 \| 東急車輛製造 \| － \| 2023年1月26日(仙台) \| \| \| J59 \| 2003年10月21日 \| 東急車輛製造 \| － \| 2023年3月27日(仙台) \| \| \| J60 \| 2003年12月24日 \| 川崎重工業 \| － \| 2023年10月19日(仙台) \| \| \| J61 \| 2004年1月17日 \| 日本車輛製造 \| － \| 2023年8月24日(仙台) \| \| \| J62 \| 2004年2月2日 \| 川崎重工業 \| － \| 2023年7月3日(仙台) \| \| \| J63 \| 2003年12月8日 \| 東急車輛製造 \| － \| 2023年5月30日(仙台) \| \| \| J64 \| 2003年6月11日 \| 日立製作所 \| － \| 2023年12月14日(仙台) \| \| \| J65 \| 2004年3月10日 \| 川崎重工業 \| － \| 2022年11月24日(仙台) \| \| \| J66 \| 2005年4月6日 \| 日本車輛製造 \| － \| \| 200系復刻塗装編組[11] \| \| J67 \| 2005年6月7日 \| 日立製作所 \| － \| 2024年3月15日(仙台) \| \| \| J68 \| 2005年7月10日 \| 日立製作所 \| － \| 2024年3月19日(仙台) \| \| \| J69 \| 2005年12月5日 \| 川崎重工業 \| － \| 2024年3月28日(仙台) \| 200系K25編組代替新造車 \| \| J70 \| 2010年2月19日 \| 日立製作所 \| － \| \| 此編組名以後生產之車輛LED行先顯示器,綠色車廂座椅及車內車廂號碼及座位號碼字體與E5系相同 \| \| J71 \| 2010年3月11日 \| 日本車輛製造 \| － \| \| \| \| J72 \| 2010年4月12日 \| 日立製作所 \| － \| \| \| \| J73 \| 2010年5月10日 \| 川崎重工業 \| － \| \| \| \| J74 \| 2010年6月7日 \| 川崎重工業 \| － \| \| 2010年12月東北新幹線全線開通時，此編組作為首班往新青森的列車(疾風11號) \| \| J75 \| 2010年9月27日 \| 日立製作所 \| － \| \| \| |                |                                                 |                |                      |                                                                                        |
| 编组名稱 | 出廠日         | 製造商                                          | 10輛編組化     | 編组廢除日           | 備註                                                                                   |
| J51 | 2001年1月16日  | 川崎重工業 日立製作所 日本車輛製造 東急車輛製造 | 2002年11月10日 | 2019年3月14日(仙台)  | 量產试制車                                                                             |
| J52 | 2002年7月17日  | 日立製作所                                      | －             | 2022年3月14日(仙台)  |                                                                                        |
| J53 | 2002年8月5日   | 川崎重工業                                      | －             | 2022年5月9日(仙台)   |                                                                                        |
| J54 | 2003年3月8日   | 川崎重工業                                      | －             | 2023年4月14日(新潟)  | 新潟新幹線車輛中心編屬                                                                 |
| J55 | 2002年11月7日  | 日立製作所                                      | －             | 2022年10月20日(新潟) | 新潟新幹線車輛中心編屬                                                                 |
| J56 | 2002年11月23日 | 日立製作所                                      | －             | 2022年8月10日(新潟)  | 新潟新幹線車輛中心編屬,此編組曾於上越新幹線高速試驗(浦佐至新潟)創下362km/h最高時速     |
| J57 | 2003年10月4日  | 日本車輛製造                                    | －             | 2023年7月24日(新潟)  | 新潟新幹線車輛中心編屬                                                                 |
| J58 | 2003年9月11日  | 東急車輛製造                                    | －             | 2023年1月26日(仙台)  |                                                                                        |
| J59 | 2003年10月21日 | 東急車輛製造                                    | －             | 2023年3月27日(仙台)  |                                                                                        |
| J60 | 2003年12月24日 | 川崎重工業                                      | －             | 2023年10月19日(仙台) |                                                                                        |
| J61 | 2004年1月17日  | 日本車輛製造                                    | －             | 2023年8月24日(仙台)  |                                                                                        |
| J62 | 2004年2月2日   | 川崎重工業                                      | －             | 2023年7月3日(仙台)   |                                                                                        |
| J63 | 2003年12月8日  | 東急車輛製造                                    | －             | 2023年5月30日(仙台)  |                                                                                        |
| J64 | 2003年6月11日  | 日立製作所                                      | －             | 2023年12月14日(仙台) |                                                                                        |
| J65 | 2004年3月10日  | 川崎重工業                                      | －             | 2022年11月24日(仙台) |                                                                                        |
| J66 | 2005年4月6日   | 日本車輛製造                                    | －             |                      | 200系復刻塗装編組                                                                      |
| J67 | 2005年6月7日   | 日立製作所                                      | －             | 2024年3月15日(仙台)  |                                                                                        |
| J68 | 2005年7月10日  | 日立製作所                                      | －             | 2024年3月19日(仙台)  |                                                                                        |
| J69 | 2005年12月5日  | 川崎重工業                                      | －             | 2024年3月28日(仙台)  | 200系K25編組代替新造車                                                                 |
| J70 | 2010年2月19日  | 日立製作所                                      | －             |                      | 此編組名以後生產之車輛LED行先顯示器,綠色車廂座椅及車內車廂號碼及座位號碼字體與E5系相同 |
| J71 | 2010年3月11日  | 日本車輛製造                                    | －             |                      |                                                                                        |
| J72 | 2010年4月12日  | 日立製作所                                      | －             |                      |                                                                                        |
| J73 | 2010年5月10日  | 川崎重工業                                      | －             |                      |                                                                                        |
| J74 | 2010年6月7日   | 川崎重工業                                      | －             |                      | 2010年12月東北新幹線全線開通時，此編組作為首班往新青森的列車(疾風11號)                 |
| J75 | 2010年9月27日  | 日立製作所                                      | －             |                      |                                                                                        |

## 速度试验
2003年（平成15年）3月19日至4月5日9日間，上越新幹線的浦佐站-新潟站間进行速度试验。由J56编组担当，在高速行驶进行了改造（齿轮比的变更和ATC变更等），新型受电弓填补和吸音型转向架罩等的效果也进行了测定。最终最高速度达到362km/h的记录。
同年5月，本系列1000番台在東北新幹線的盛冈站 - 八户站間进行最高速度320km/h的高速运行试验。该试验的高速行驶进行了特别的改造。

## 东北新幹线的高速化实施
JR東日本将在2010年（平成22年）年底，以E954型「FASTECH 360 S」为原型设计引入次世代车辆（E5系），2007年（平成19年）11月6日发表，计划将東北新幹線大宮站 - 宇都宮站間的最高时速由當時的240km/h提升至275km/h，宇都宮站 - 盛冈站間的最高时速由當時的275km/h提升至300km/h。之后在2012年（平成24年）年底，以E955型「FASTECH 360 Z」为原型设计引入E3系的次世代车辆 E6系，并且計畫将最高速度提升至320km/h。東京站-新青森站間所要最长时间是2小时59分。2011年（平成23年）3月以后，需要配合线路高速化，200系、E1系陆续退役报废，E2系和E4系改至上越新幹線继续服务，除在来线直通车辆外，东北新干线车型将以E5系为主。
2013年（平成25年）3月16日实施时刻表订正，所有新青森站始发的定期列車统一为E5系，本系列定期运用不再行走盛冈站-新青森站间的线路。同年9月28日实施时刻表订正，E3系「小町号」与本系列的混编运行的定期运用终止。

## 今後计划
从JR公司的正式的发表，一部分报道东北新干线2015年度之前除「翼号」外全部换成新型车辆（E5系和E6系）行驶，伴随而来的是本系列将全数从东北新干线将撤退，撤退后上越新干线到被转用的报道进行讨论。
2013年10月，J2编组成为J编组首列报废的车辆（10月2日）。同年10月30日J3编组报废。2014年4月开始N编组列车开始进行报废，同年4月2日首列报废列车N12編组半年内有8列车陆续报废。
2013年12月6日，北陸新幹線开始时刻表试车阶段，当日本系列J5编组亦有在该线试车。2015年3月14日北陆新干线金泽延伸开业时，本系列作为「浅间号」的定期列车在东京-長野間进行运营，预计正式运营时不会前往长野以西的路段。
2014年3月，E7系上路後，「浅间号」陸續由E7系入替，N編組分批廢車，最後於2017年3月31日退出運營。J編組中，目前J57~J75編組仍在服務，繼續服務東北新幹線「山彥號」、「那須野號」與上越新幹線全線。
2019年3月16日，隨著更多E5系與H5系陸續加入營運，本型車於東北新幹線定期列車不再行駛至仙台以北的區間，僅行駛東京~仙台間。(臨時列車或全檢出場試車除外)。
2021年6月，因行動電話普及率高，JR集團各公司拆除所有新幹線列車上的公用電話。
隨著上越新幹線高速化工程進展順利，以及更多的E7系投入上越新幹線運轉，本系車預定於2023年3月，完全退出上越新幹線，同時上越新幹線的營運速限將提升至275km/h。
2024年3月，山形新幹線新型車輛（E8系）投入營運後，執行山彦號連結翼號班次的列車車型改為E5系後，本車型現時除了增備車（J70~J75編成）仍然持續營運外其余均已退出定期營運。。

## 出口中國

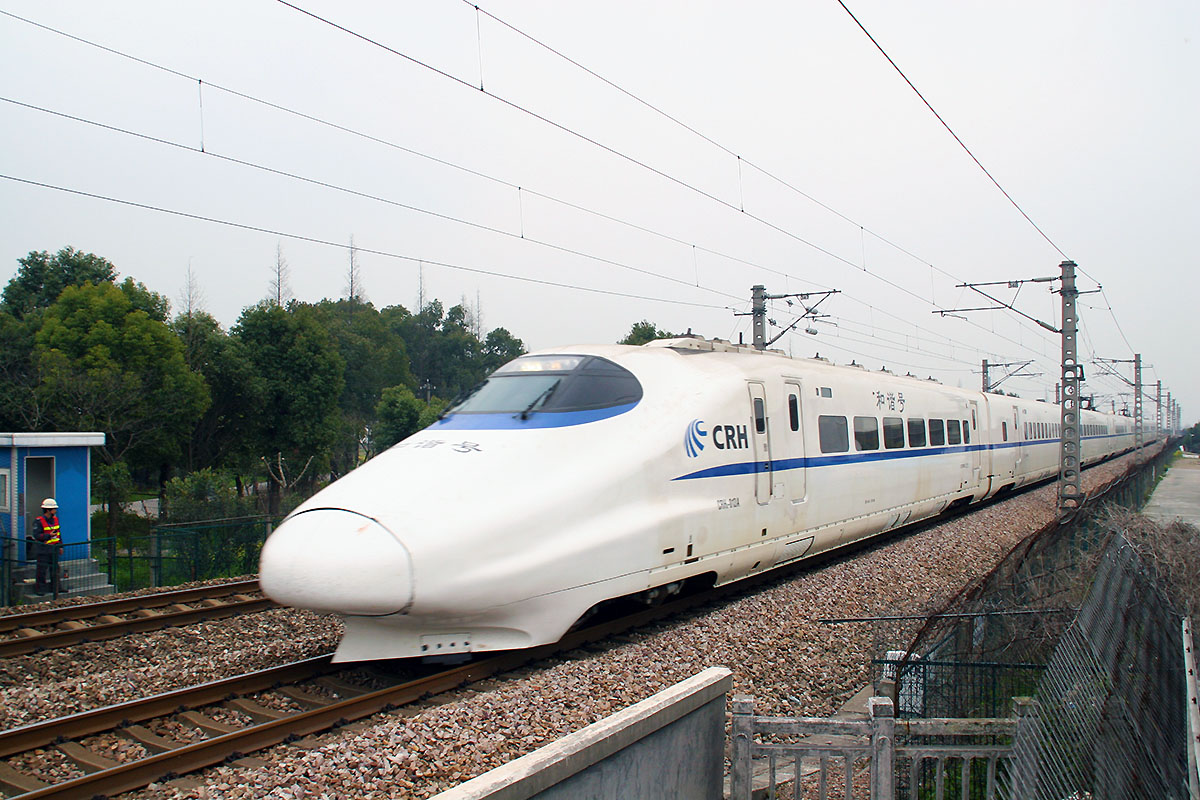
川崎出口中国的原装整车CRH2A 02号车

2004年8月，原中华人民共和国铁道部展開為用於中國鐵路第六次大提速、時速200公里級別的第一輪高速電聯車技術引進招標，日本的川崎重工、三菱商事、三菱电机、日立制作所、伊藤忠商事、丸红六家企业组成“日本企业联合体”，和中国南车集团四方机车车辆股份有限公司联合投标并成功中标，2004年10月20日，川崎重工代表“日本企业联合体”与中国铁道部在北京签订出口铁路车辆、转让技术的合約，总价值93亿元人民币，订单中首批60列時速200公里級別动车组随后被正式定型为CRH2A。根据合同，60列当中有3列在日本完成，并完整地运往中国；另有6列以散件形式付运，由中方负责组装；其余51组将透过日本的技术转移，由南车青岛四方机车车辆在国内生产。
繼台灣高鐵的700T型電聯車後，这是日本新干线第二款輸出到國外的新幹線列車。
為數24節車廂的首輛電聯車於2006年3月1日從神戶港登船，3月8日運抵中國青岛市。2006年7月31日，首组中国制CRH2A完工交验。2007年11月底，60列的CRH2A全数交付，并获2007年度全国铁路科学技术奖一等奖。
后来南车四方以该车为基础，衍生了16编组版（CRH2B）、提速版（CRH2C）、动卧版（CRH2E），以及CRH380A车型，其中CRH2及CRH380A車系均採用三菱/日立（或授權生產版本）CI-11型IGBT-VVVF，以及三菱或日立授權生產的三相誘導電機。 

### 资料来源
1. ↑  佐藤芳彦 (编).  . 山海堂. 2004: pp.189 – 190. ISBN 978-4-381-08827-7 （日语）.
2. ↑  E2形1000番代新幹線車両用パンタグラフPDF東洋電機製造技報第108号
3. ↑  . 東奥日報 (東奥日報社). 2007年11月7日. （原始内容存档于2007年11月9日）.
4. 1 2 3  ジェー・アール・アール (编).  . 交通新聞社. 2010: pp.10, 11. ISBN 978-4-330-18410-4 （日语）.
5. 1 2 3 4 5 6 7  ジェー・アール・アール (编).  . 交通新聞社. 2010: p.11. ISBN 978-4-330-18410-4 （日语）.
6. ↑  E2系N21編成＋E926-13が走る （页面存档备份，存于） - 『鉄道ファン』交友社 railf.jp鉄道ニュース 2011年7月18日
7. ↑   . 交通新聞社. 2000: p.23 （日语）.
8. 1 2 3 4  ジェー・アール・アール (编).  . 交通新聞社. 2011: p.13. ISBN 978-4-330-21211-1 （日语）.
9. 1 2 3 4 5  ジェー・アール・アール (编).  . 交通新聞社. 2011: p.12. ISBN 978-4-330-21211-1 （日语）.
10. ↑   . 交友社. 2010: p.36 （日语）.
11. ↑  . 朝日新聞デジタル. 朝日新聞社. 2022-06-08  [2022-06-08]. （原始内容存档于2022-06-08） （日语）.
12. ↑   (PDF) (新闻稿). 東日本旅客鉄道. 2003-03-11  [2014-08-29]. （原始内容存档 (PDF)于2021-01-02）.
13. 1 2   (PDF) (新闻稿). 東日本旅客鉄道. 2004-02-10  [2014-08-29]. （原始内容存档 (PDF)于2020-09-21）.
14. ↑  グループ経営ビジョン2020－挑む－PDF - 東日本旅客鉄道 2008年3月31日（2011年12月3日時点のアーカイブ）
15. ↑   (PDF) (新闻稿). 東日本旅客鉄道. 2007-11-06  [2014-08-29]. （原始内容存档 (PDF)于2021-02-27）.
16. ↑  . MSN産経ニュース (産経デジタル). 2009年2月12日. （原始内容存档于2009年2月14日）.
17. ↑   (PDF) (新闻稿). 東日本旅客鉄道. 2012-12-21  [2014-08-29]. （原始内容存档 (PDF)于2012-12-22）.
18. ↑   (PDF) (新闻稿). 東日本旅客鉄道. 2013-07-05  [2014-08-29]. （原始内容存档 (PDF)于2016-03-04）.
19. ↑  青森延伸で東北新幹線刷新、新型E5系で統一 姿消す「2階建て」 - 産経新聞（2009年2月12日）
20. ↑  「JR電車編成表2014夏」ISBN 978-4-330-46614-9 p.357。
21. ↑  「JR電車編成表2015冬」ISBN 978-4-330-51614-1 pp.357-358。
22. ↑  速報！「やまびこ」使用車両が黒部宇奈月温泉駅に到着！ （页面存档备份，存于） - 北陸新幹線「富山県」開業PRブログ きときと君日記（2013年12月6日）
23. ↑   (PDF) (新闻稿). 東日本旅客鉄道. 2014-08-27  [2014-08-27]. （原始内容存档 (PDF)于2014-07-22）.
24. ↑   (新闻稿). 西日本旅客鉄道. 2014-08-27  [2014-08-27]. （原始内容存档于2014-08-27）.
25. ↑  . 聯合新聞網. 中央通訊社. 2021-03-21  [2021-03-22]. （原始内容存档于2021-11-04）.
26. ↑   (PDF). 2019-05-08. （原始内容存档 (PDF)于2019-05-08）.
27. ↑  “山形新幹線をより便利に快適にします” - 北陸新幹線「富山県」開業PRブログ きときと君日記（2013年12月6日）
28. ↑  .   [2024-04-11]. （原始内容存档于2024-04-25）.
29. ↑  .   [2014-12-13]. （原始内容存档于2020-04-03）.
30. ↑  “南车四方造”获铁路科技奖 -----时速300公里动车组年底下线 的存檔，存档日期2010-02-12.